# Camino Lebaniego Madrileño

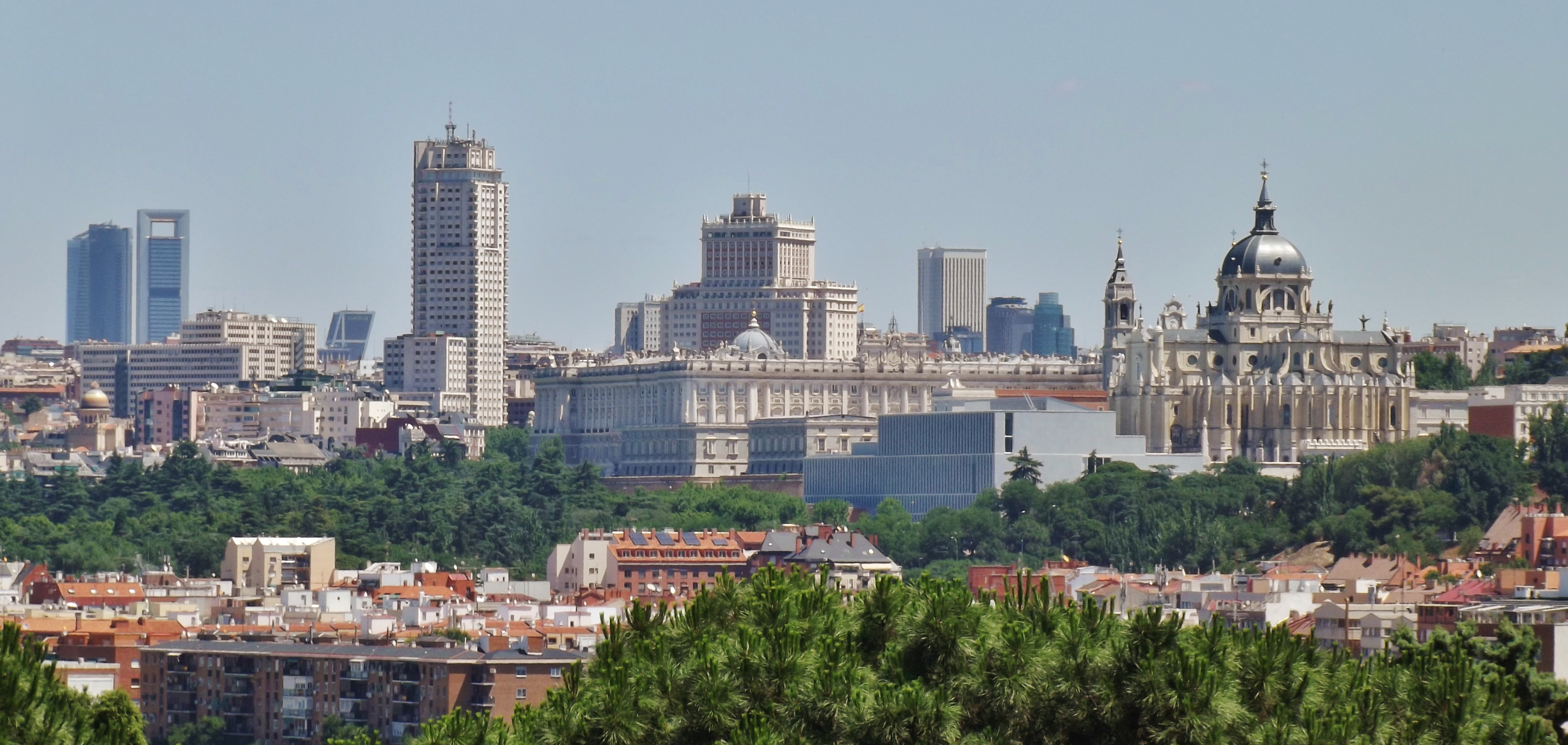
Panorama de Madrid desde el parque de San Isidro

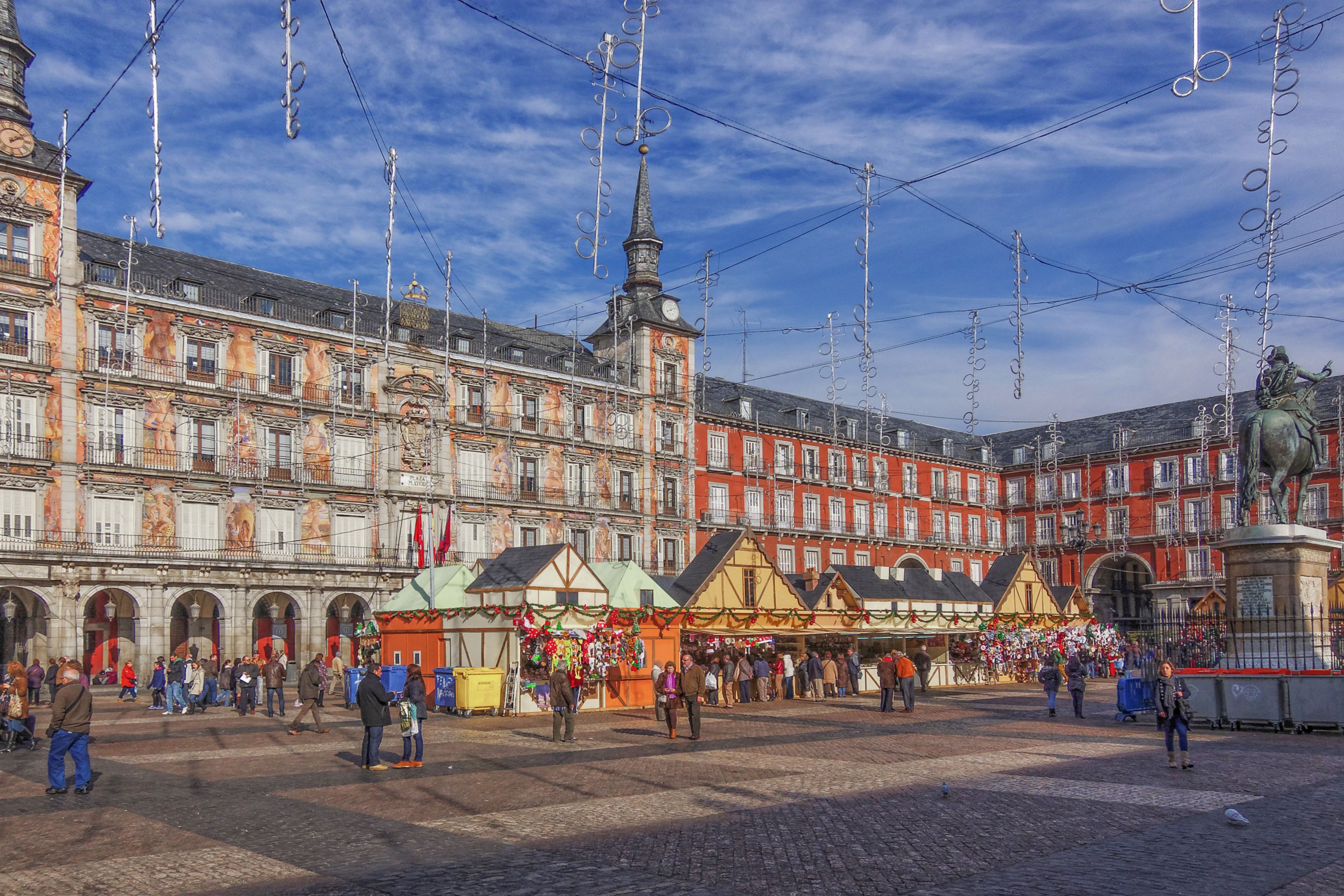
Plaza Mayor de Madrid

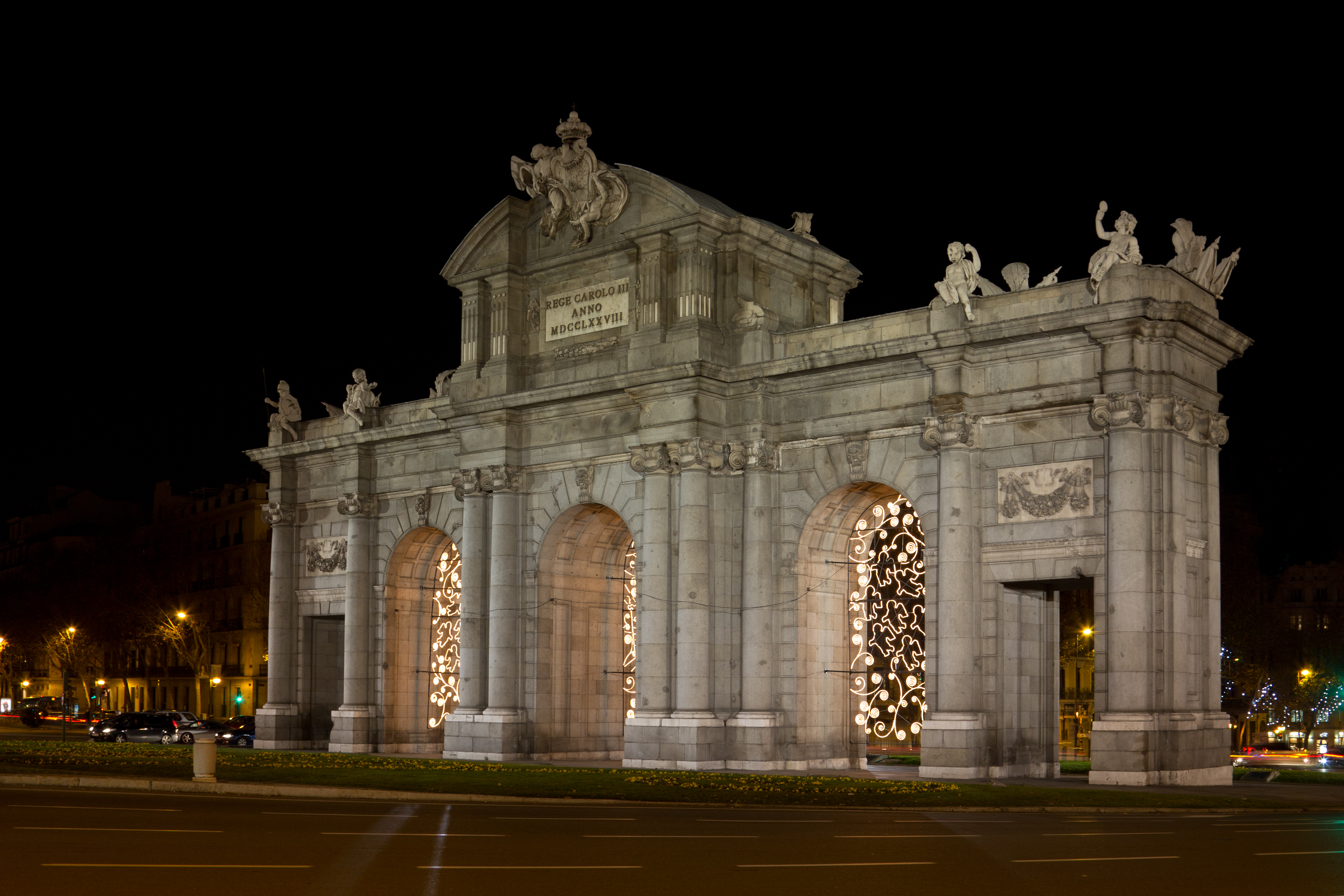
Puerta de Alcalá en Madrid

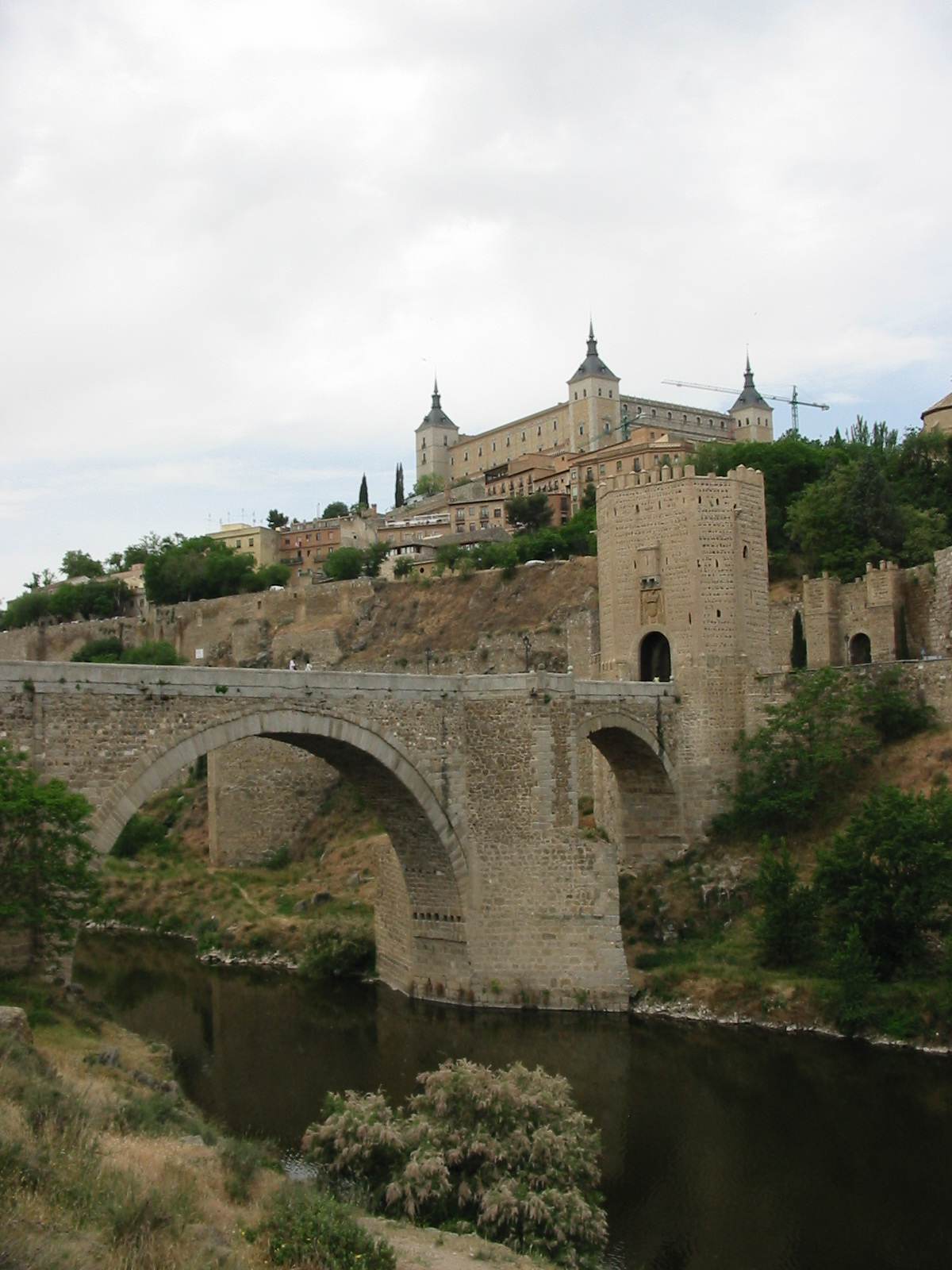
Puente de San Martín y Alcázar de Toledo

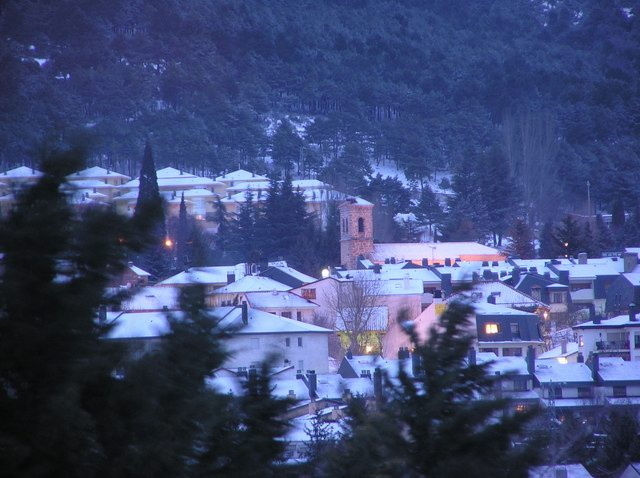
Navacerrada (Madrid)

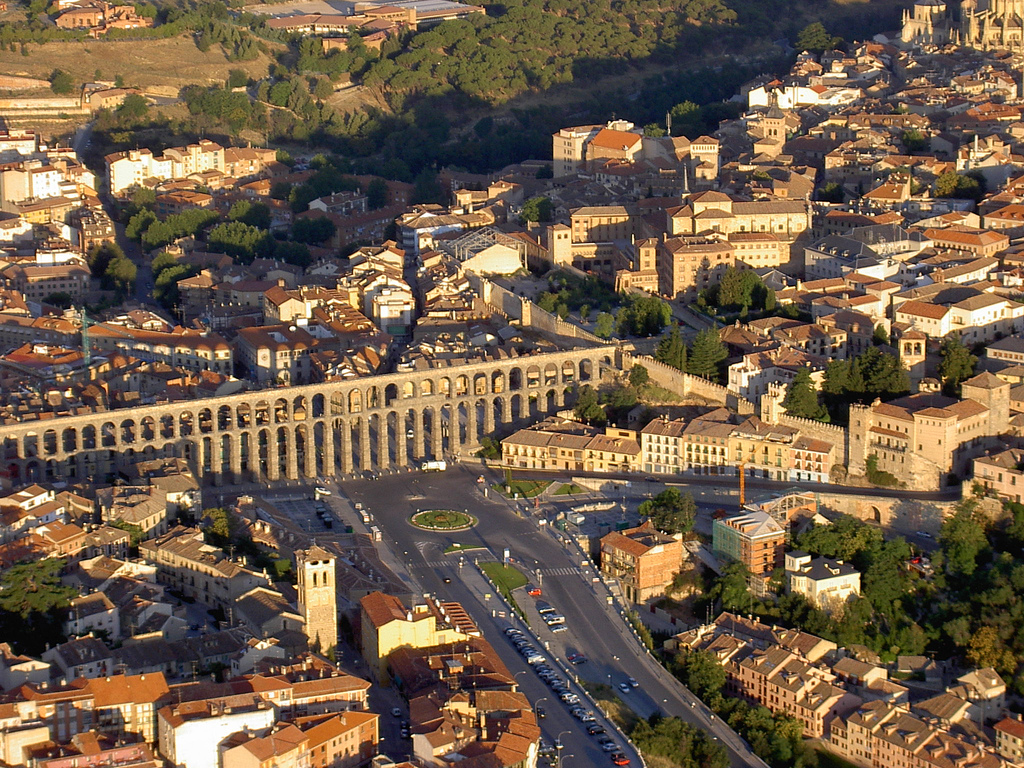
Segovia

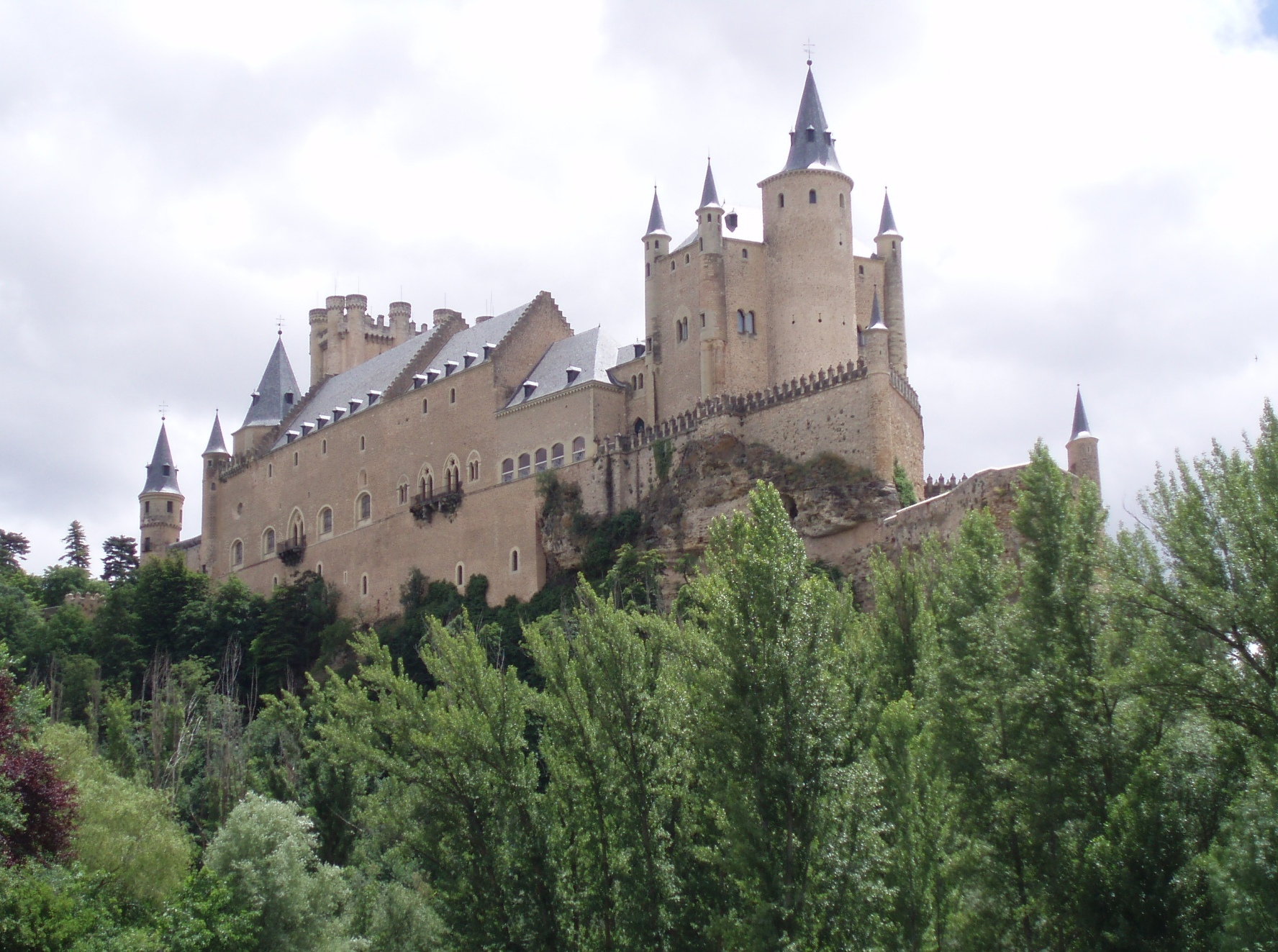
Alcázar de Segovia

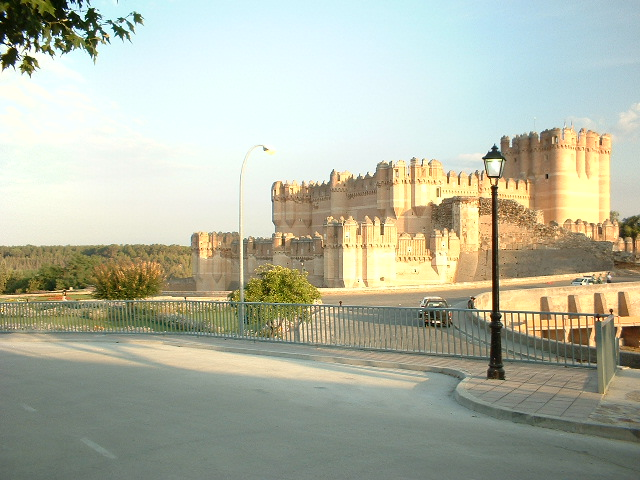
Castillo de Coca

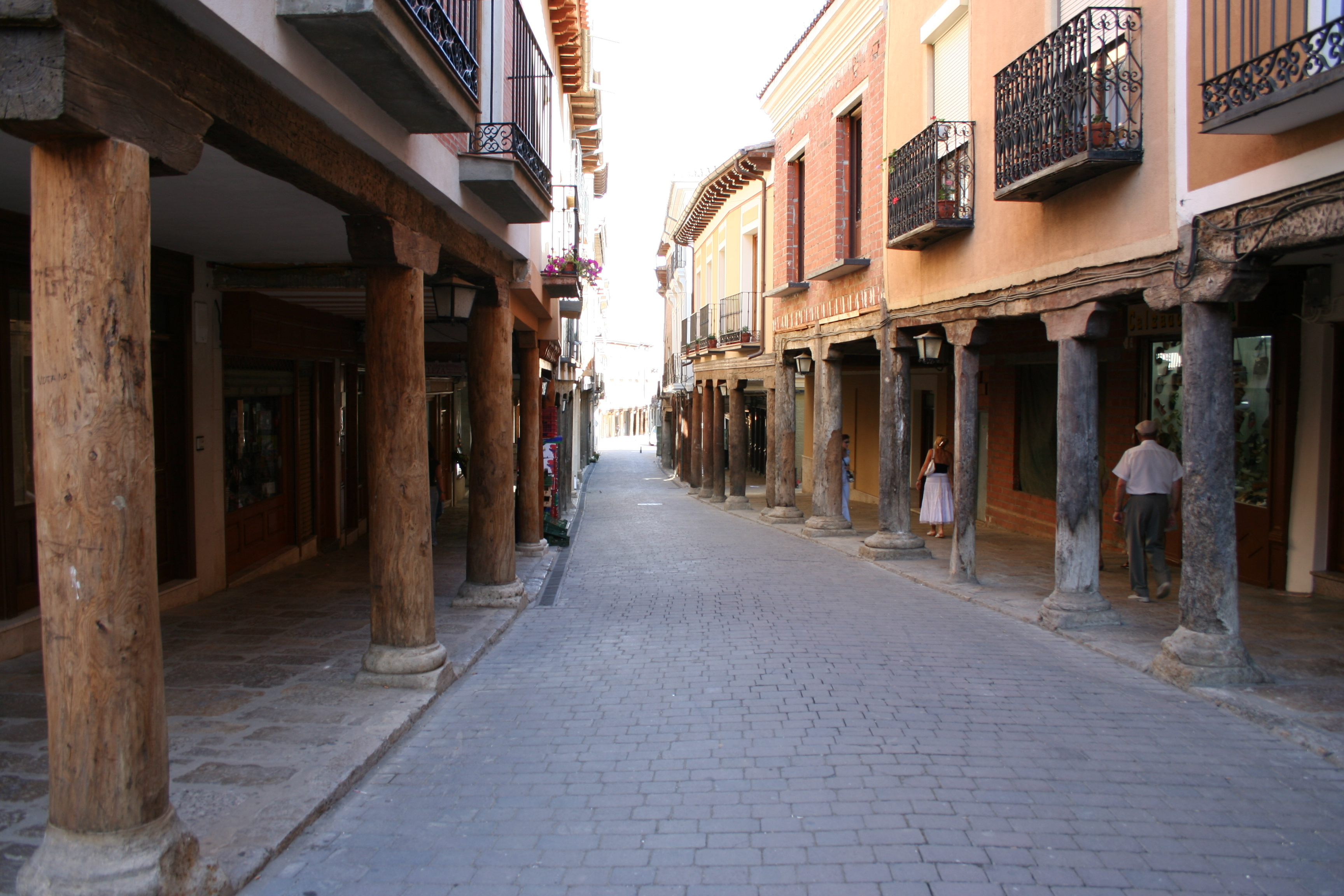
Medina de Rioseco (Valladolid)

Camino Lebaniego Madrileño  o Calzada de Toledo a Liébana es un itinerario cultural  entre la ciudad de Madrid y el monasterio de Santo Toribio de Liébana en Camaleño (Cantabria), prolongación del Camino Lebaniego Castellano, documentado ya a principios del siglo XVI, una vía tradicional de peregrinación que en el tramo de Palencia ya aparece citada en 1455 y de la que queda constancia en el libro de actas de la catedral de Palencia. 
Pronto se extiende su fama por toda España y surgen peregrinos desde la ciudad imperial de Toledo, las indulgencias serían gestionadas por las diócesis históricas, Toledo y Alcalá de Henares de las que dependía la Corte de Madrid. 
Un Camino que sirve para ir a Santiago y Liébana, los dos destinos jubilares de España junto a Roma y Jerusalén, los cuatro destinos de peregrinación de la época, así concheros y crucenos empiezan desde Madrid un camino de peregrinación.

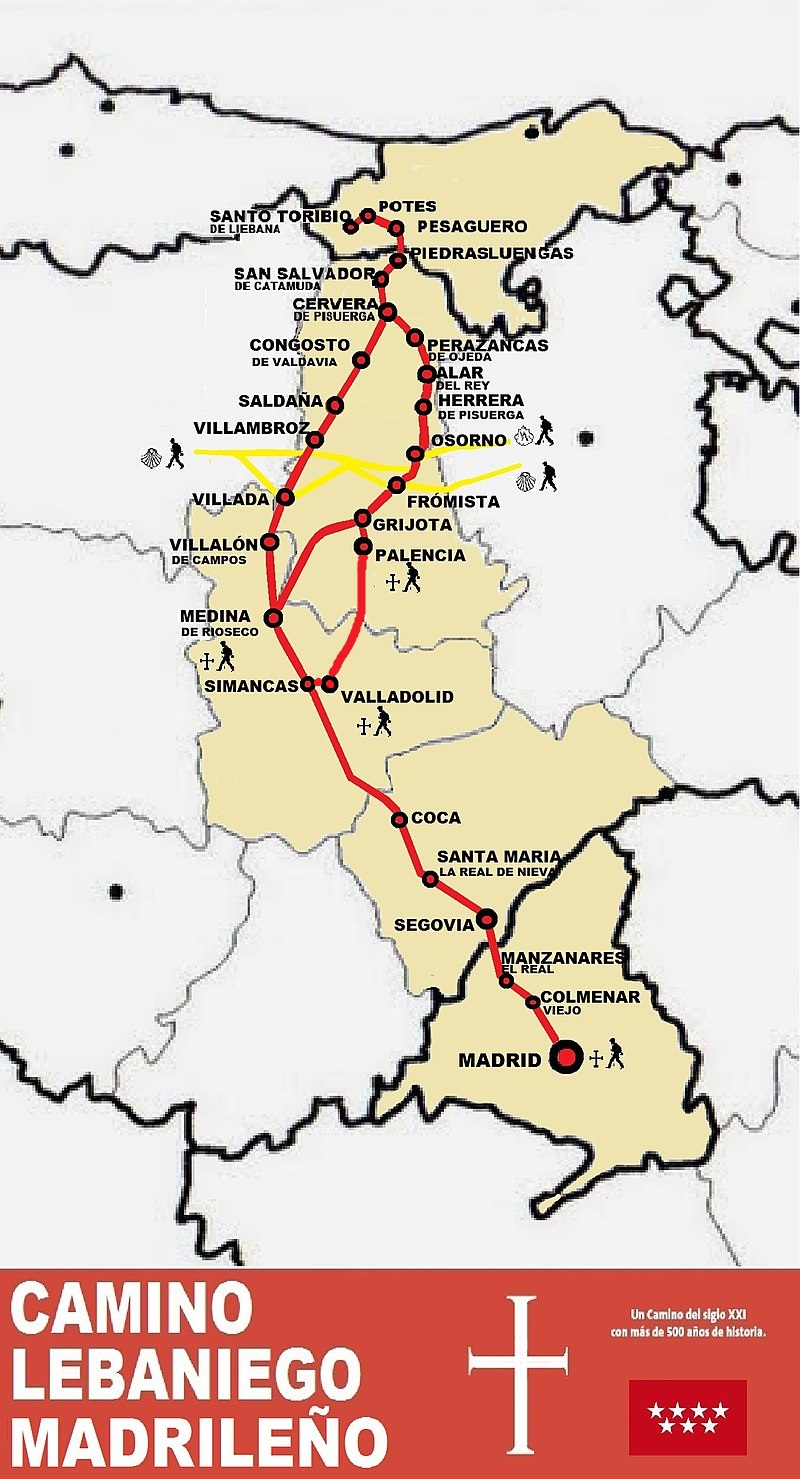
Camino Lebaniego Madrileño y Castellano

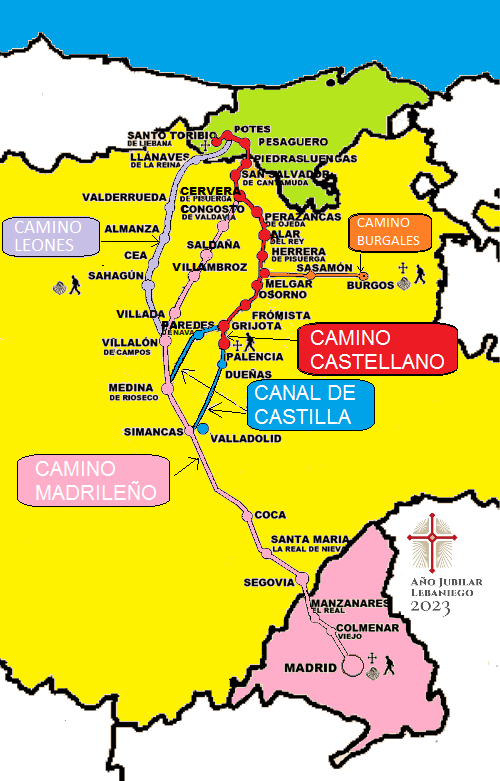
Caminos lebaniegos por Castilla y León y el canal de Castilla

## Descripción

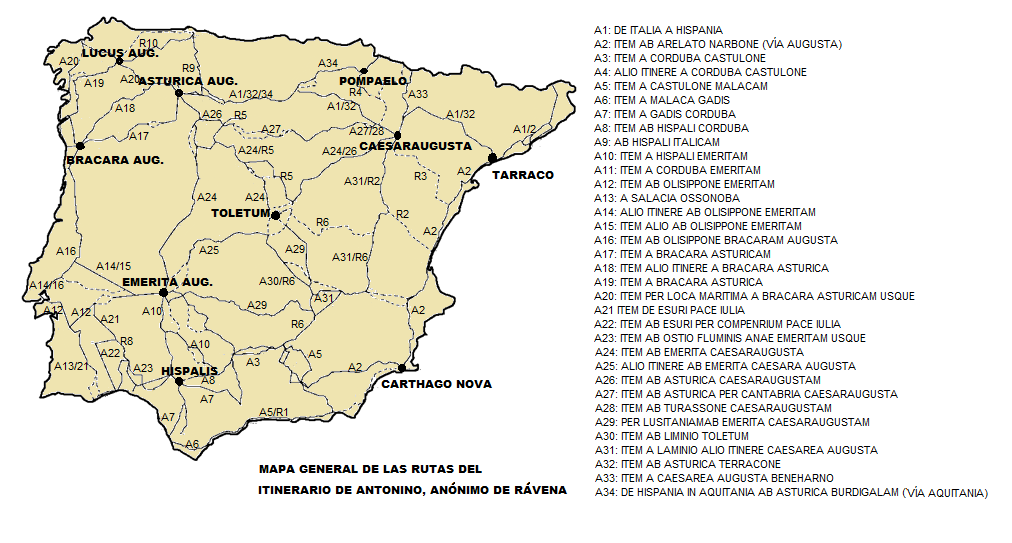
Mapa general del Itinerario de Antonino

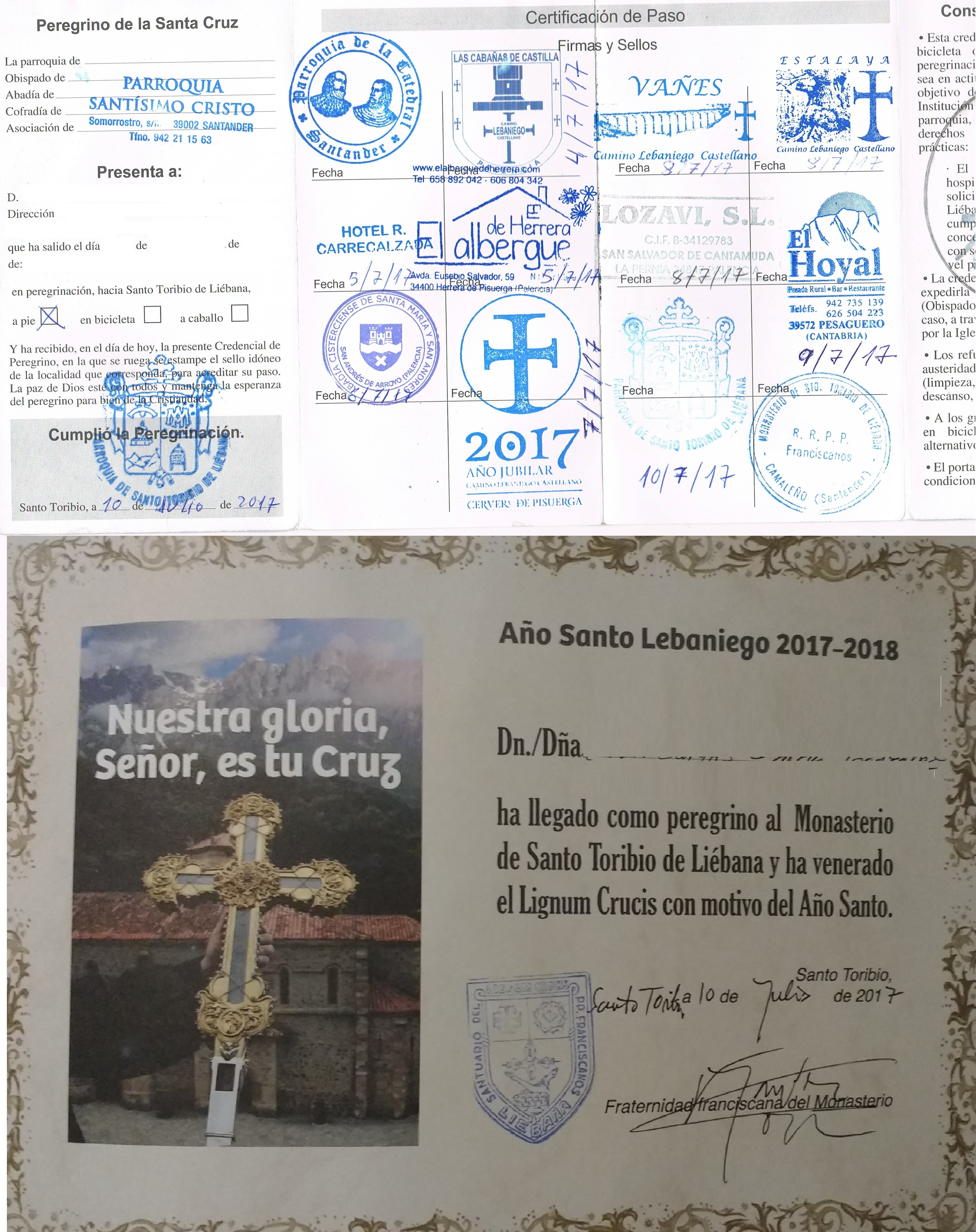
Credencial y diploma del Camino Lebaniego Castellano

El Camino Lebaniego Madrileño, aprovecha en su primer tramo, los caminos heredados de las calzadas romanas, pues en  la Alta Edad Media y principios de la Baja Edad Media, los caminos para desplazarse de un lugar a otro, seguían el trazado de las antiguas calzadas romanas, en esta época las obras públicas de ese estilo fueron escasas, y por eso se recurrió a ellas, en este caso se sigue el trazado de la Vía 24 del Itinerario de Antonino, la Ab Emerita Caesaraugusta, en su tramo desde Complutum (Alcala de Henares) y Toletum (Toledo),  pasando por Titulciam y Segovia, llega  hasta la mansio  romana de  Septimanca (Simancas). Sigue el camino hacia el norte a enlazar con las antiguas Cañadas Reales, en un principio por la Cañada Real Leonesa Occidental hasta  Villalón de Campos para seguir por Villada. Hasta aquí el camino es compartido con el Camino de Santiago de Madrid, conviviendo como antiguamente concheros y crucenos. Desde Villada el camino sigue por Villambroz que  fue inicialmente una parada o posada en un cruce de dos caminos que más tarde se convirtió en hospital de caminantes, que se llamaron en su momento caminos reales, el paralelo a la Cañada oriental leonesa, (camino de Cervatos-Villota) y, el otro, camino de Saldaña-Villada (antigua calzada de Toledo a Liébana), pasando por Saldaña busca primero el Camino Real de la Valdavia y luego la Cañada Cerverana, hasta Cervera de Pisuerga donde se junta con el Camino Lebaniego Castellano, que, siguiendo las viejas calzadas romanas que pasaban por el puerto de Piedrasluengas, llega a Liébana.
Desde Medina de Rioseco la alternativa es enlazar con el  Camino Lebaniego Castellano por el Camino de sirga del  canal de Castilla por las Tierras del Renacimiento hasta  Alar del Rey, siguiendo después por los caminos que los romanos debieron tender por estas localidades de La Pernía, La calzada del «Burejo», que partía desde Pisoraca  por la ruta del Románico palentino, y cruzando el puerto de Piedrasluengas, hasta Liébana.
Otra alternativa desde Villalón de Campos nos lleva por Sahagún hasta Llánaves de la Reina por el Camino Lebaniego Leonés.
La conmemoración del año santo lebaniego comenzó en el siglo XVI, con la bula del papa Julio II de 23 de septiembre de 1512, que otorgaba el privilegio de la celebración del año jubilar lebaniego. Este hecho elevó el Monasterio de Santo Toribio a un importante centro de peregrinación y uno de los lugares santos más relevantes de Europa. La bula papal se otorgó por la presencia, en la abadía, del lignum crucis, la reliquia que Toribio de Astorga había traído de Tierra Santa y fragmento de la cruz de Cristo más grande de que se dispone. Esta es la razón por la sus peregrinos se les denomina “crucenos o cruceros”. La peregrinación a Santo Toribio se une el Camino del Norte a Santiago de Compostela, el camino de las primeras peregrinaciones jacobeas. 
El año jubilar lebaniego se celebra cada año en el que el 16 de abril, festividad de santo Toribio, coincide en domingo.

## Historia

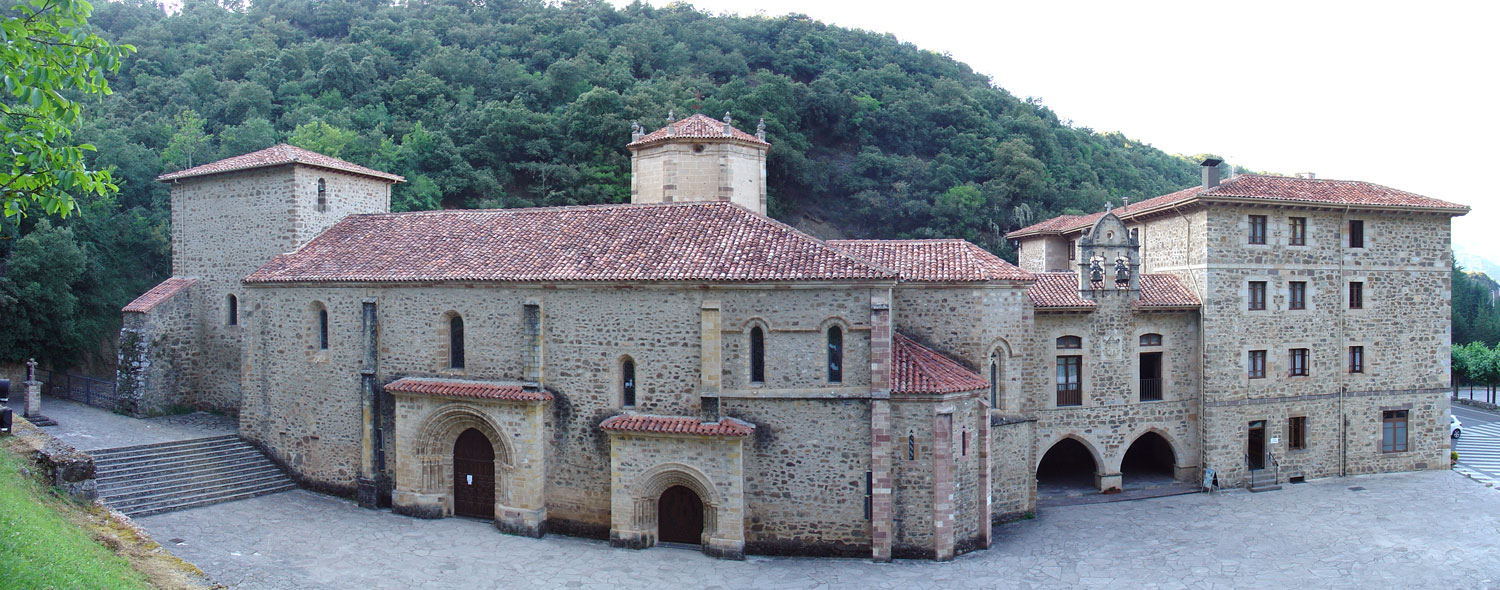
Vista panorámica del monasterio de Santo Toribio de Liébana.

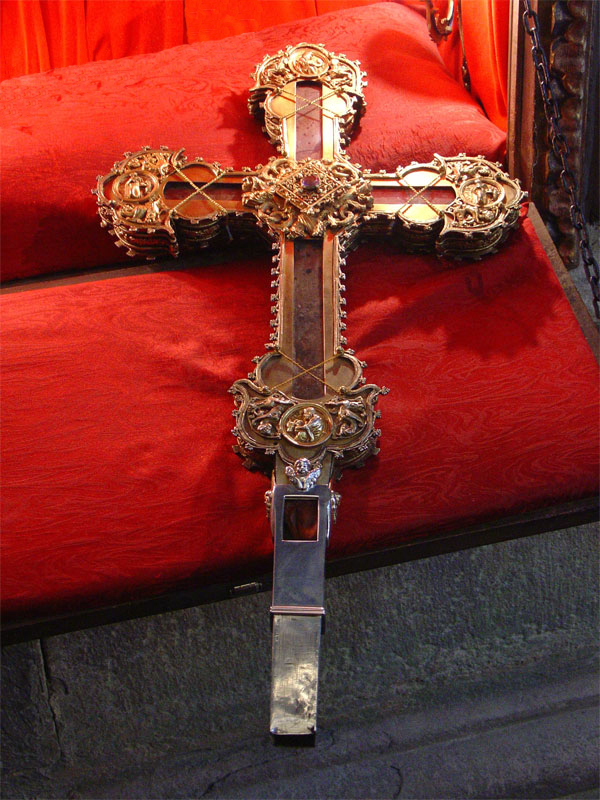
El lignum crucis conservado en el monasterio.

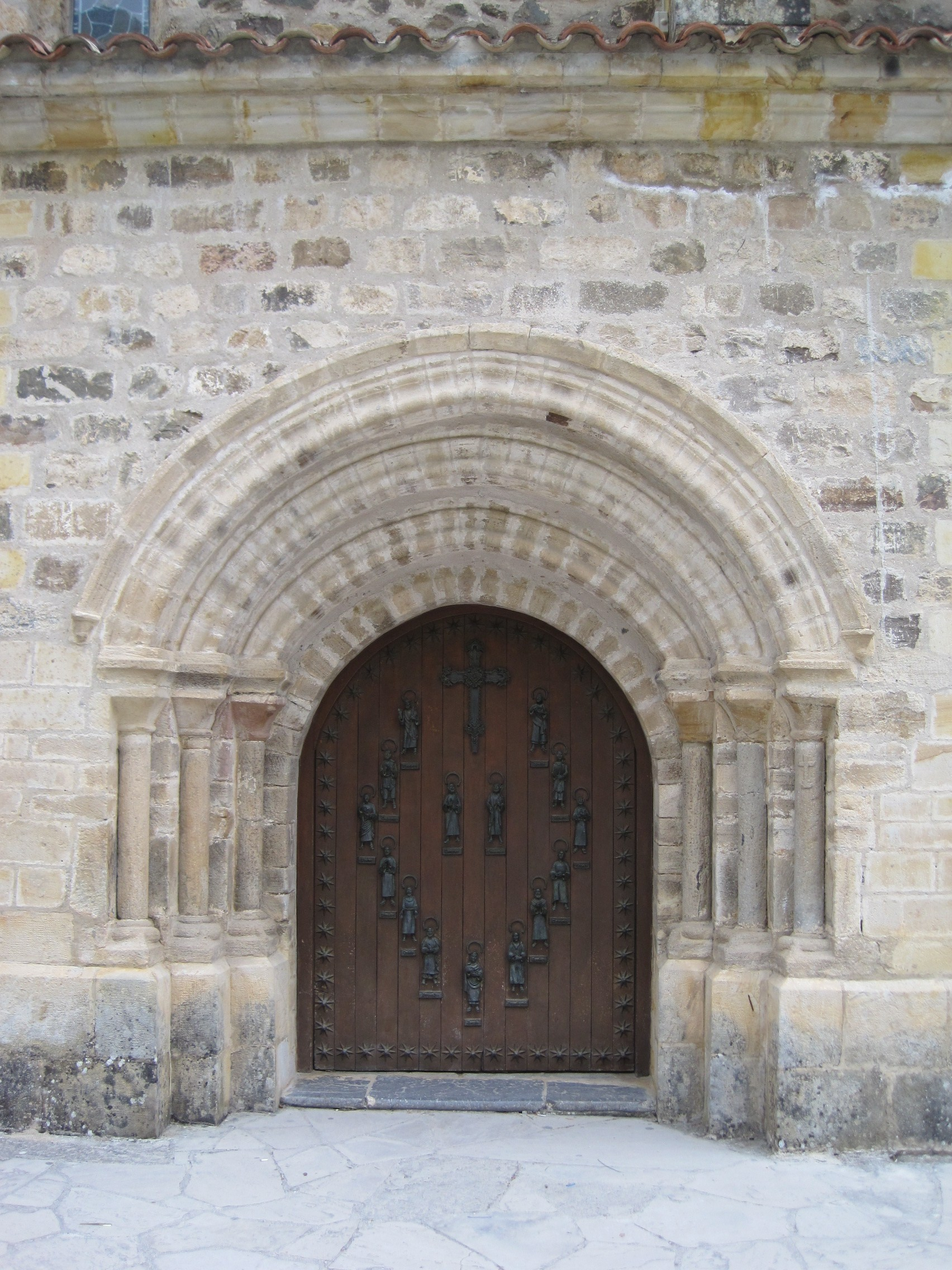
Puerta del Perdón.

### Monasterio de Santo Toribio de Liébana
El monasterio de Santo Toribio de Liébana es un monasterio franciscano localizado en el municipio de Camaleño y próximo a Potes, en la comarca de la Liébana (Cantabria, España). Alberga obras de Beato de Liébana, así como una reliquia del lignum crucis, que, en este caso, es el trozo más grande conocido de la cruz donde murió Jesucristo. Su Puerta del Perdón se abre al comienzo de cada año jubilar lebaniego para recibir a los peregrinos. Junto a Jerusalén, Roma, Santiago de Compostela y Caravaca de la Cruz, es uno de los lugares santos del cristianismo. Fue declarado monumento nacional el 11 de agosto de 1953.
Las primitivas construcciones que conformarían el monasterio serían sencillas, dentro del estilo prerrománico, quizás de estilo asturiano o mozárabe. Durante los siglos X y XI se había producido una gran expansión del monasterio por los valles de Liébana. 
En el año 1256, se construye la actual iglesia, con el apoyo económico de los fieles, por medio de indulgencias concedidas para tal fin por el obispo palentino Fernando, del cual dependía el monasterio, después compartido con los Obispados de Oviedo y Burgos hasta la creación del Obispado de Santander en el siglo XVIII, pasando a depender el monasterio a Santander.
La relación con el Obispado de Palencia desde su creación hace que el Camino Lebaniego Castellano sea el primero del que se tiene constancia con la bula conservada de la catedral de Palencia del año 1455.

### Fundación. Santo Toribio, obispo de Palencia
Según la tradición, la fundación del monasterio se debe a santo Toribio, un monje que había nacido en Turieno.  y que llegó a ser obispo suplente de Palencia, su firma aparece en el II Concilio de Toledo (527, 5.º año del reinado de Amalarico), Montano, arzobispo de Toledo,  anuló la elección de un nuevo obispo de Palencia hacia el 527 y, de hecho, el Concilio de Toledo que se celebró ese año no contó con la presencia de ningún obispo de esta sede. Retirado el obispo ilegítimo, Montano nombró al presbítero Toribio como vicario de la diócesis con toda potestad para reprimir los excesos de los clérigos palentinos, su sucesor fue el obispo Maurila.

### Santo Toribio, obispo de Astorga
Probablemente durante el siglo VIII el cuerpo de otro obispo,  Toribio de Astorga, fue trasladado al monasterio junto con las reliquias que se cree había traído de Tierra Santa. La más importante de estas es el lignum crucis.
Nace Toribio a principios del siglo V en la Gallaecia romana, más concretamente en Astorga, la Asturica Augusta. Es educado cristianamente y peregrina a Tierra Santa, siendo ordenado como sacerdote en Jerusalén. Poco después es de nombrado custodio de los santos lugares de Jerusalén. Viendo el peligro que corrían algunas santas reliquias, Toribio, al volver a Astorga, se trajo varias de ellas, entre las cuales estaba parte del brazo izquierdo de la cruz del Señor, donde él fue crucificado en el Gólgota. Parece que poco después se retiró a Tuy, y al volver a Astorga es ordenado obispo de la ciudad hacia el año 444. No le faltaron detractores y calumniadores. En unión con otros obispos católicos, como Idacio de Chaves, combate la herejía  de los priscilianistas, muy seguida en muchas iglesias de la España de entonces. Los priscilianistas negaban la  Trinidad, la encarnación del Verbo; Dios era una sola única persona, pero se manifestaba de forma diversa, entre otras doctrinas erradas. San León Magno le apoyará en la defensa de la fe con una carta. Posteriormente preside dos concilios, en Braga y en Toledo, donde se proclama la fe católica. 
En el año 456, los godos destruyen Astorga y le llevan preso a las Galias. Al regreso, se dedica a reconstruir la ciudad; posteriormente se retira a un monasterio. Los fieles le instan a que no les abandone y él lo que hace es bendecir la ciudad desde un montículo cercano a la misma, en San Justo de la Vega, y, posteriormente, vuelve a la ciudad donde morirá en el año 480. Sus reliquias, con la invasión de los moros, fueron trasladadas con las reliquias que él había traído de Palestina, entre ellas la reliquia de la Santa Cruz, a las montañas de Liébana, en el monasterio de San Martín de Turieno, que con el tiempo cambia de nombre y pasa a llamarse monasterio de Santo Toribio de Liébana.

### Beato de Liébana
El monasterio fue además el lugar donde en el siglo VIII el monje Beato de Liébana  escribió e ilustró sus libros, entre los que destaca el Comentario al Apocalipsis. 
El Comentario del Apocalipsis menciona que Santiago es el evangelizador de Hispania. Algunos historiadores piensan incluso que Beato es el autor del himno O dei verbum, en el cual se califica a sant Yago de santo patrón de España.

## Trazado de la ruta

### Ruta principal

#### Camino Lebaniego Madrileño

##### Tramo Camino de Santiago de Madrid[10]
| Población                                     | Provincia  | A Santo Toribio de Liébana (km) |
| --------------------------------------------- | ---------- | ------------------------------- |
| Madrid                                        | Madrid     | 420,34                          |
| Fuencarral (Madrid)                           | Madrid     | 405,74                          |
| Tres Cantos                                   | Madrid     | 398,86                          |
| Colmenar Viejo                                | Madrid     | 390,80                          |
| Manzanares el Real                            | Madrid     | 376,08                          |
| Mataelpino (El Boalo)                         | Madrid     | 370,56                          |
| Becerril de la Sierra                         | Madrid     | 365,92                          |
| Navacerrada                                   | Madrid     | 361,99                          |
| Cercedilla                                    | Madrid     | 358,24                          |
| Puerto de la Fuenfría                         | Segovia    | 352,91                          |
| Segovia                                       | Segovia    | 331,06                          |
| Zamarramala (Segovia)                         | Segovia    | 326,86                          |
| Valseca                                       | Segovia    | 322,15                          |
| Los Huertos                                   | Segovia    | 317,86                          |
| Añe                                           | Segovia    | 310,41                          |
| Pinilla Ambroz (Santa María la Real de Nieva) | Segovia    | 305,38                          |
| Santa María la Real de Nieva                  | Segovia    | 300,53                          |
| Nieva                                         | Segovia    | 298,40                          |
| Nava de la Asunción                           | Segovia    | 288,53                          |
| Coca                                          | Segovia    | 281,18                          |
| Villeguillo                                   | Segovia    | 275,36                          |
| Alcazarén                                     | Valladolid | 259,59                          |
| Valdestillas                                  | Valladolid | 244,88                          |
| Puente Duero                                  | Valladolid | 236,47                          |
| Simancas                                      | Valladolid | 243,20 ó 231,17                 |
| Ciguñuela                                     | Valladolid | 225,60                          |
| Wamba                                         | Valladolid | 218,84                          |
| Peñaflor de Hornija                           | Valladolid | 211,61                          |
| Castromonte                                   | Valladolid | 203,45                          |
| Valverde de Campos                            | Valladolid | 196,21                          |
| Medina de Rioseco                             | Valladolid | 244,38 ó 190,74                 |
| Berrueces                                     | Valladolid | 182,46                          |
| Moral de la Reina                             | Valladolid | 177,72                          |
| Cuenca de Campos                              | Valladolid | 169,39                          |
| Villalón de Campos                            | Valladolid | 165,30 ó 164,10                 |

##### Tramo Camino Real de la Valdavia, Cañada Cerverana

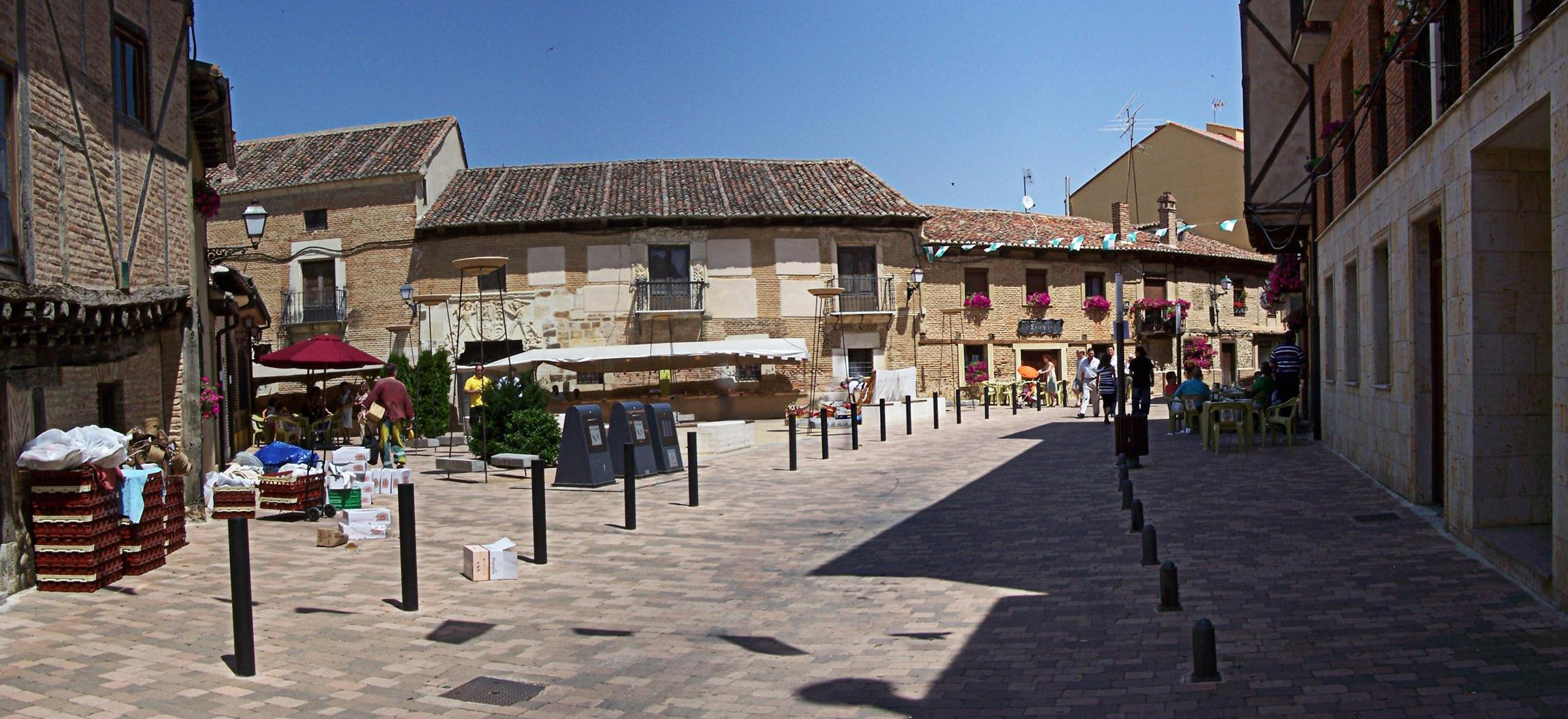
Vista de Saldaña

| Localidad o municipio         | Provincia | A Santo Toribio de Liébana (km) |
| ----------------------------- | --------- | ------------------------------- |
| Boadilla de Rioseco           | Palencia  | 154,15                          |
| Villacidaler                  | Palencia  | 149,49                          |
| Villada                       | Palencia  | 146,48                          |
| Villelga                      | Palencia  | 140,39                          |
| Terradillos de los Templarios | Palencia  | 131,92                          |
| Villambroz                    | Palencia  | 124,63                          |
| San Martín del Valle          | Palencia  | 120,30                          |
| Villarrodrigo de la Vega      | Palencia  | 116,24                          |
| Quintanadiez de la Vega       | Palencia  | 113,27                          |
| Saldaña                       | Palencia  | 111,03                          |
| Villalafuente                 | Palencia  | 112,52 ó 107,82                 |
| Membrillar                    | Palencia  | 104,86                          |
| Valles de Valdavia            | Palencia  | 99,56                           |
| Polvorosa de Valdavia         | Palencia  | 95,02                           |
| Buenavista de Valdavia        | Palencia  | 92,02                           |
| La Puebla de Valdavia         | Palencia  | 87,49                           |
| Congosto de Valdavia          | Palencia  | 82,51                           |
| Baños de la Peña              | Palencia  | 81,01                           |
| Santana de la Peña            | Palencia  | 79,86                           |
| Roscales de la Peña           | Palencia  | 76,15                           |
| Cantoral de la Peña           | Palencia  | 67,33                           |

###### Alternativa por Villabasta
| Localidad o municipio   | Provincia | A Santo Toribio de Liébana (km) |
| ----------------------- | --------- | ------------------------------- |
| Renedo del Monte        | Palencia  | 104,37                          |
| Valenoso                | Palencia  | 100,97                          |
| Villabasta              | Palencia  | 97,03                           |
| Villaeles de Valdavia   | Palencia  | 95,32                           |
| Arenillas de San Pelayo | Palencia  | 93,26                           |
| Renedo de Valdavia      | Palencia  | 92,42                           |
| Polvorosa de Valdavia   | Palencia  | 90,32                           |

#### Conexión con el Camino Lebaniego Castellano[15]

##### Tramo Montaña Palentina
| Localidad o municipio     | Provincia | A Santo Toribio de Liébana (km) |
| ------------------------- | --------- | ------------------------------- |
| Cervera de Pisuerga       | Palencia  | 65,47                           |
| Arberjal                  | Palencia  | 56,37                           |
| Vañes                     | Palencia  | 51,44                           |
| Estalaya                  | Palencia  | 49,77                           |
| Verdeña                   | Palencia  | 47,77                           |
| San Salvador de Cantamuda | Palencia  | 43,46                           |
| Camasobres                | Palencia  | 37,06                           |
| Piedrasluengas            | Palencia  | 32,96                           |

##### Tramo Valle de  Liébana

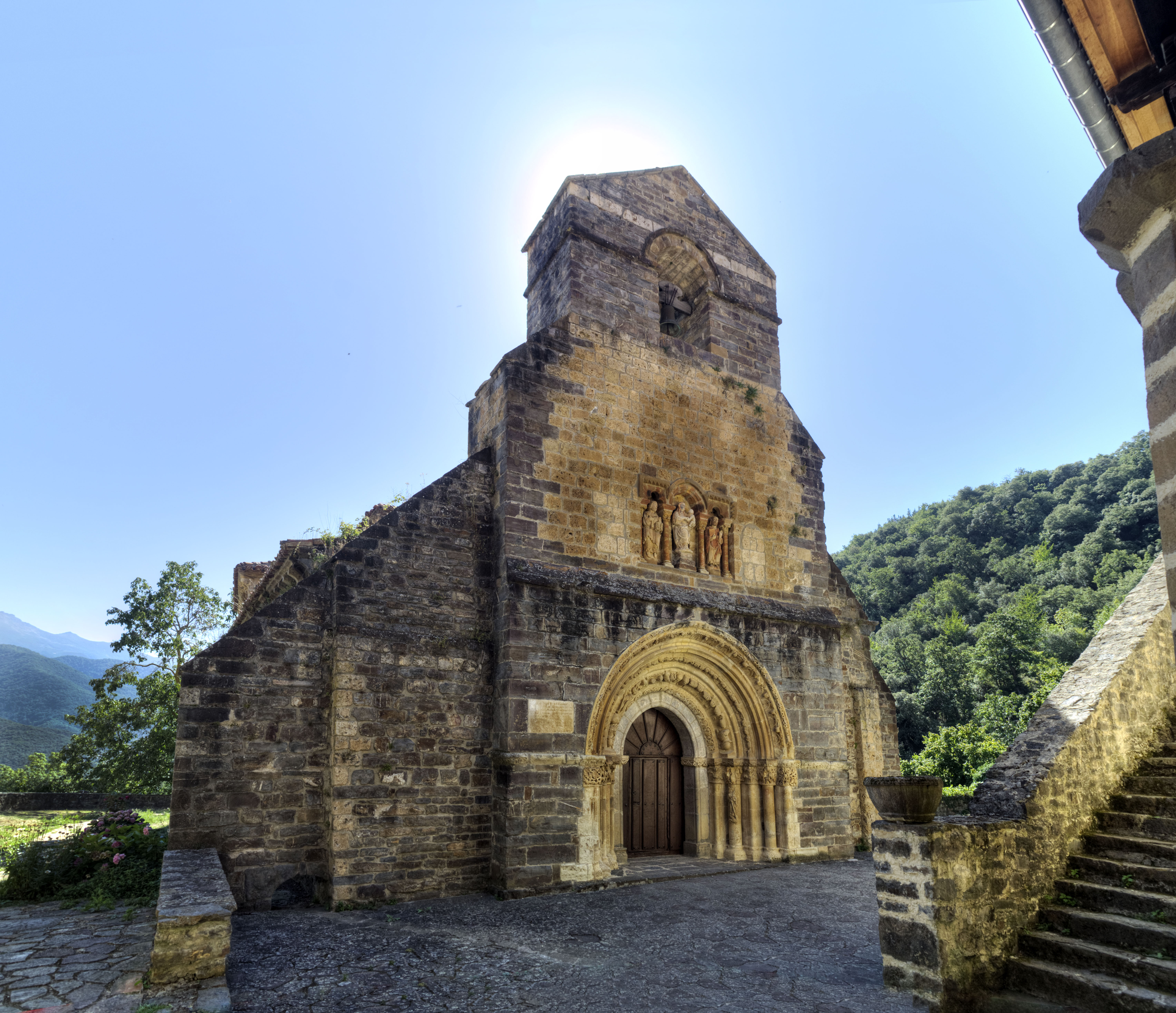
Santa María de Piasca

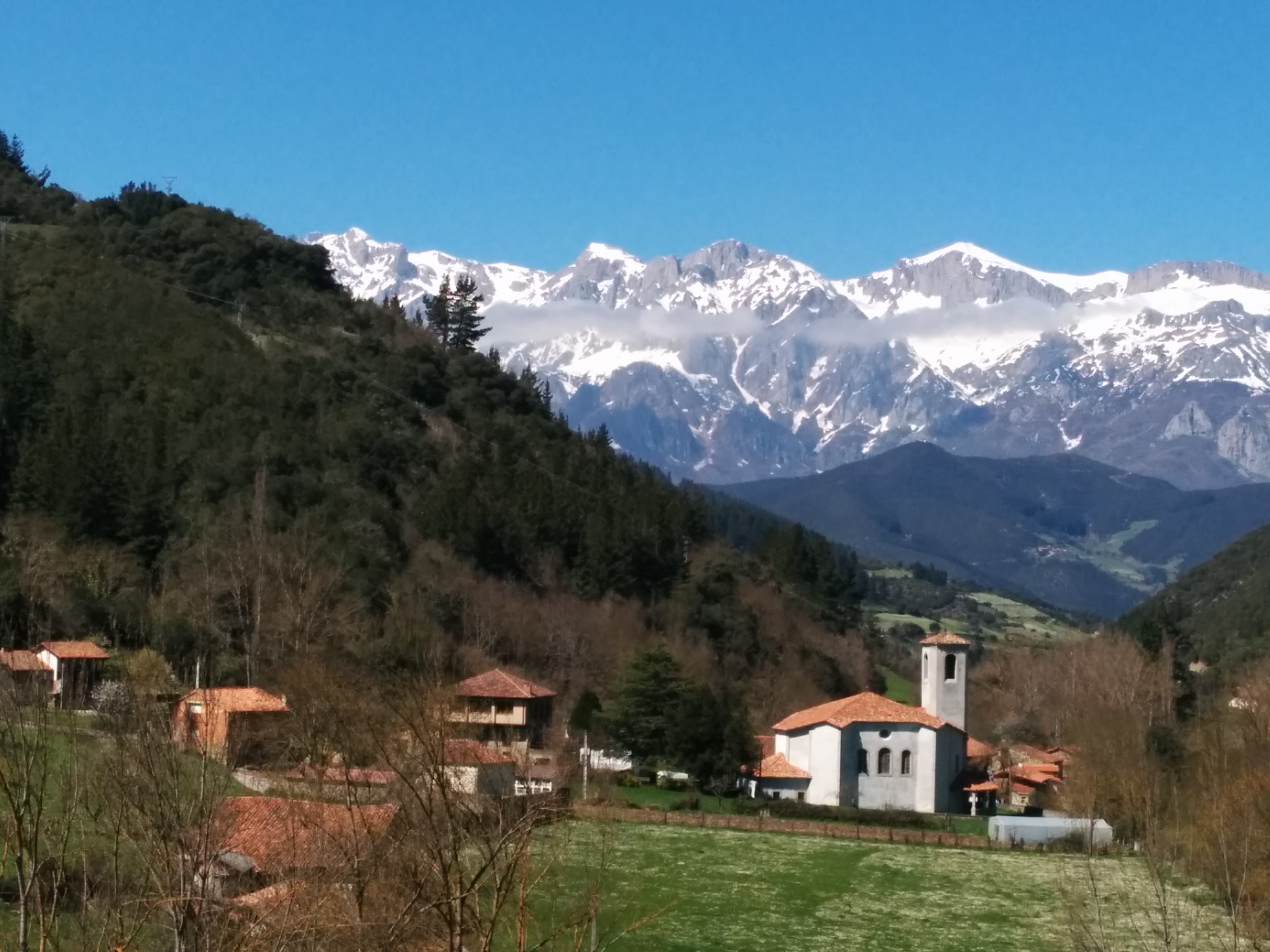
Cabezón de Liébana

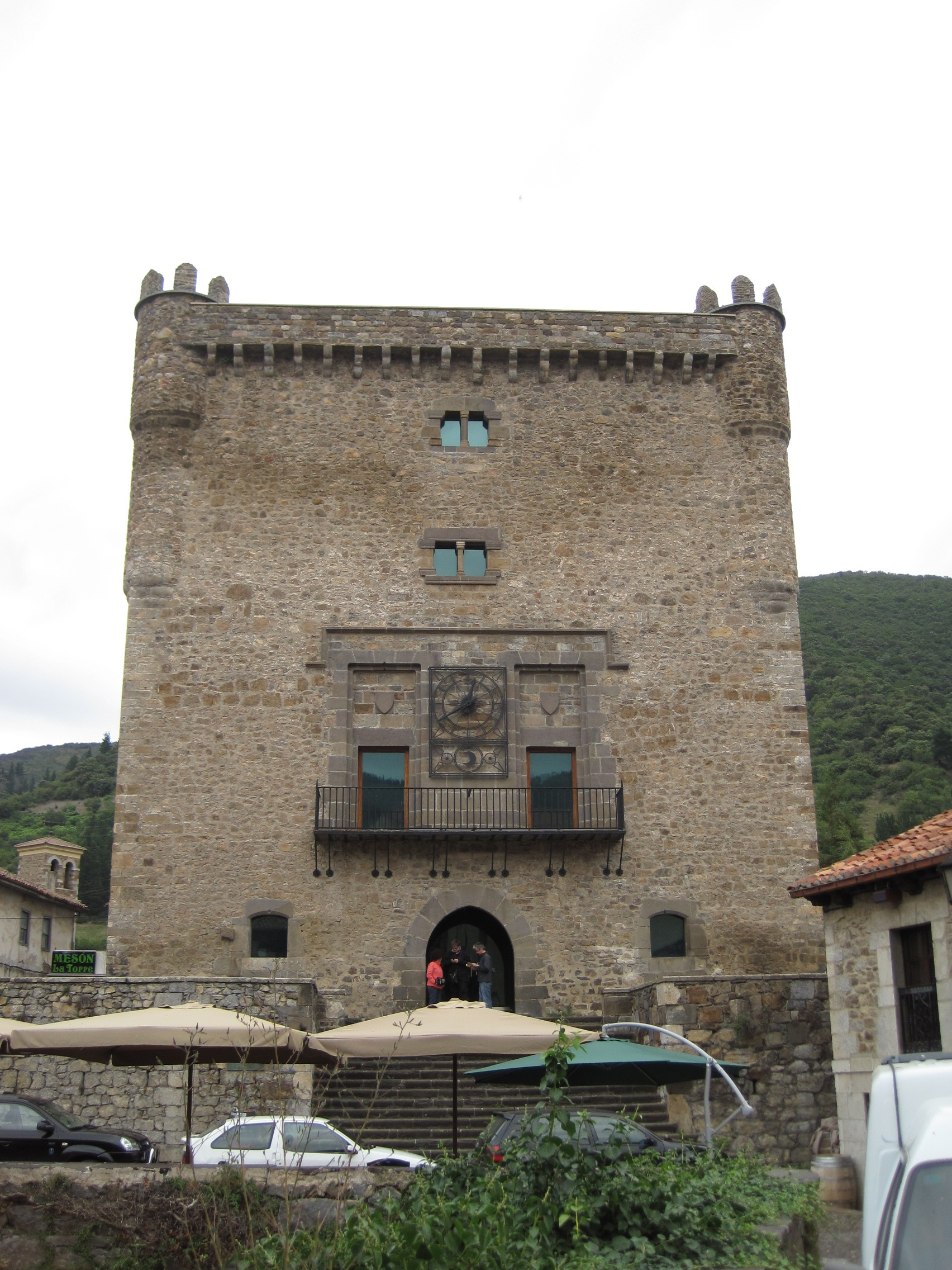
Torre del Infantado, Potes.

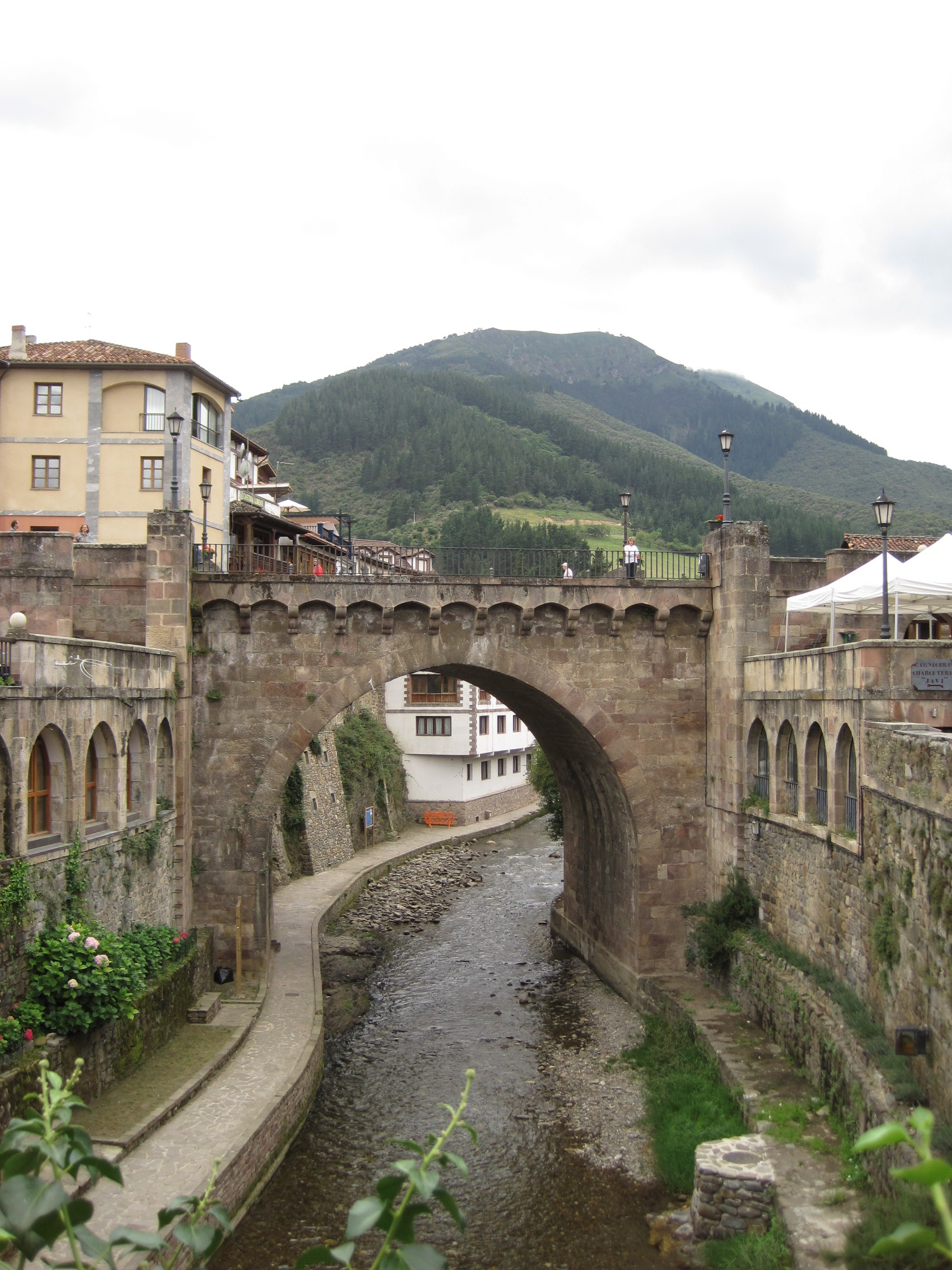
El río Quiviesa a su paso por la localidad de Potes.

| Localidad o municipio                  | Provincia | A Santo Toribio de Liébana (km) |
| -------------------------------------- | --------- | ------------------------------- |
| Cueva                                  | Cantabria | 27,10                           |
| Avellanedo                             | Cantabria | 24,77                           |
| Pesaguero                              | Cantabria | 22,88                           |
| Lomeña                                 | Cantabria | 19,54                           |
| Yebas                                  | Cantabria | 17,43                           |
| Los Cos                                | Cantabria | 14,61                           |
| Piasca                                 | Cantabria | 12,22                           |
| Cabezón de Liébana                     | Cantabria | 8,32                            |
| Frama                                  | Cantabria | 6,12                            |
| Potes                                  | Cantabria | 3,60                            |
| Monasterio de Santo Toribio de Liébana | Cantabria | 0                               |

### Alternativa Canal de Castilla por Valladolid

#### Tramo Canal de Castilla, Ramal Sur - Palencia
| Localidad o municipio | Provincia  | A Santo Toribio de Liébana (km) |
| --------------------- | ---------- | ------------------------------- |
| Valladolid            | Valladolid | 233,38                          |
| Dueñas                | Palencia   | 204,20                          |
| Villamuriel           | Palencia   | 194,26                          |
| Palencia              | Palencia   | 187,06                          |
| Grijota               | Palencia   | 180,57                          |

### Alternativa Canal de Castilla por Medina de Rioseco

#### Tramo Canal de Castilla, Ramal Campos - Tierras del Renacimiento

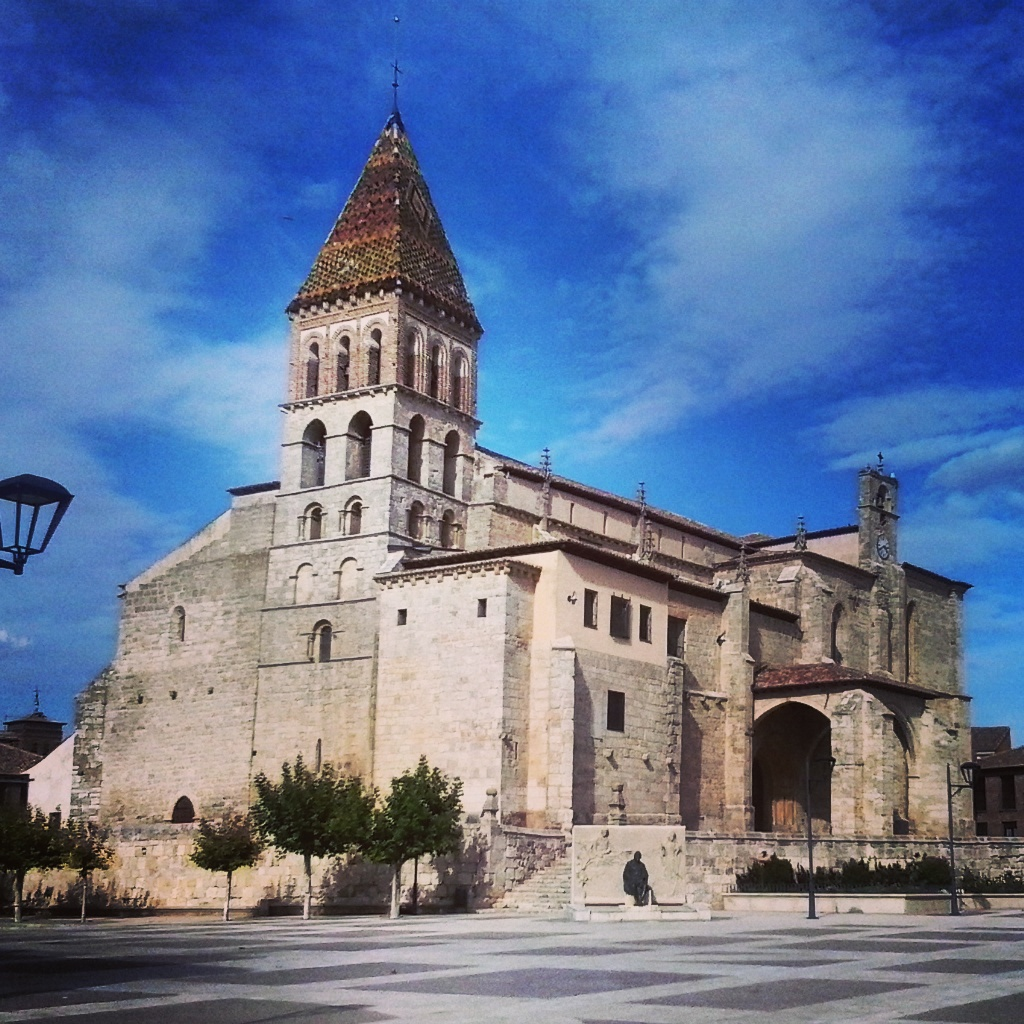
Santa Eulalia Paredes de Nava

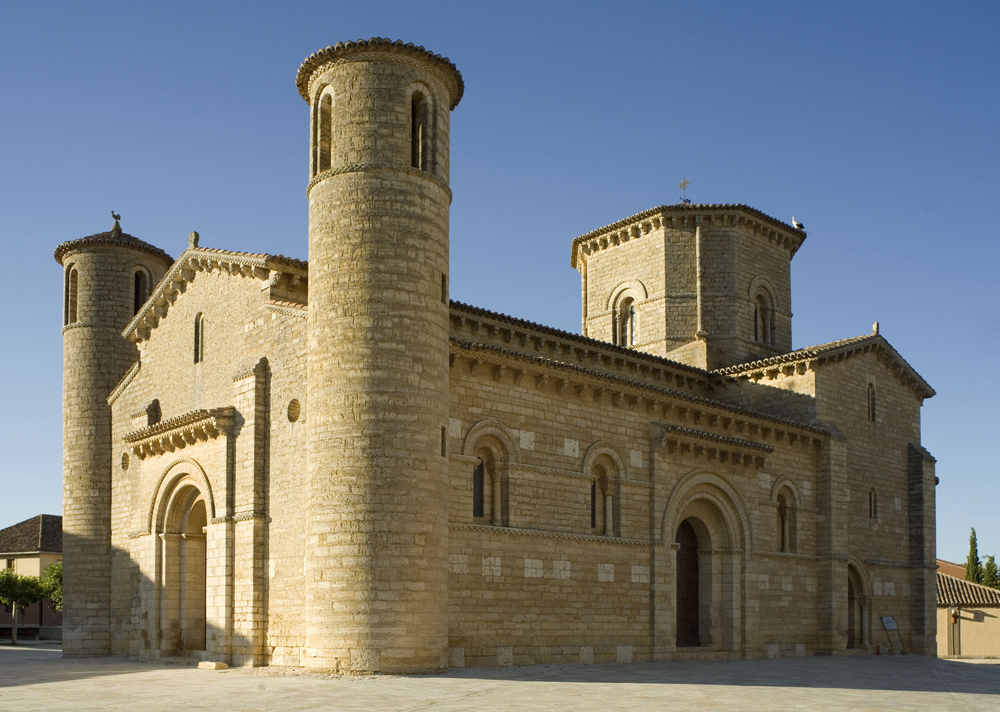
Iglesia de San Martín de Tours. Frómista.

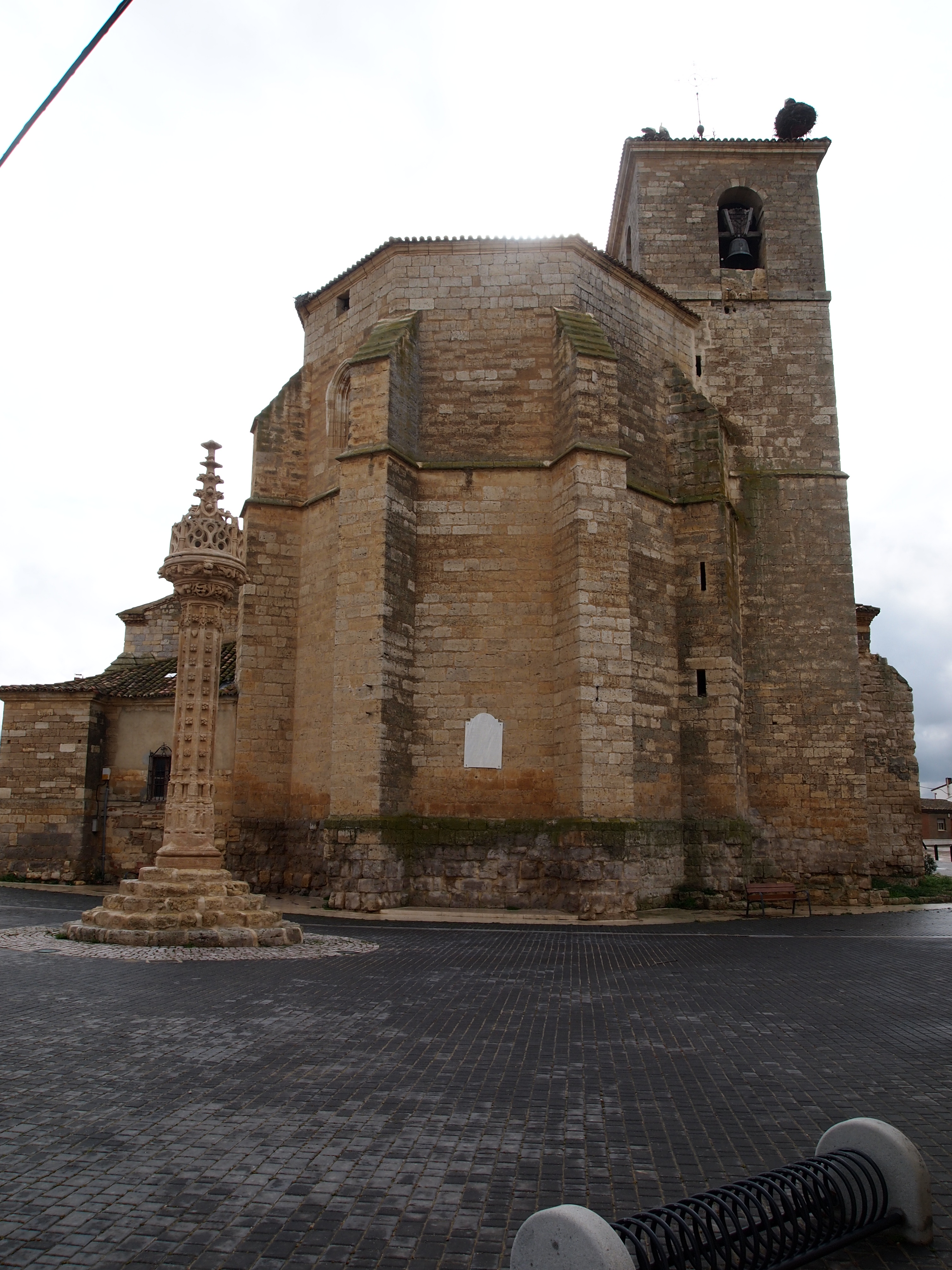
Iglesia de Santa María de la Asunción y Rollo Gótico. Boaadilla del Camino

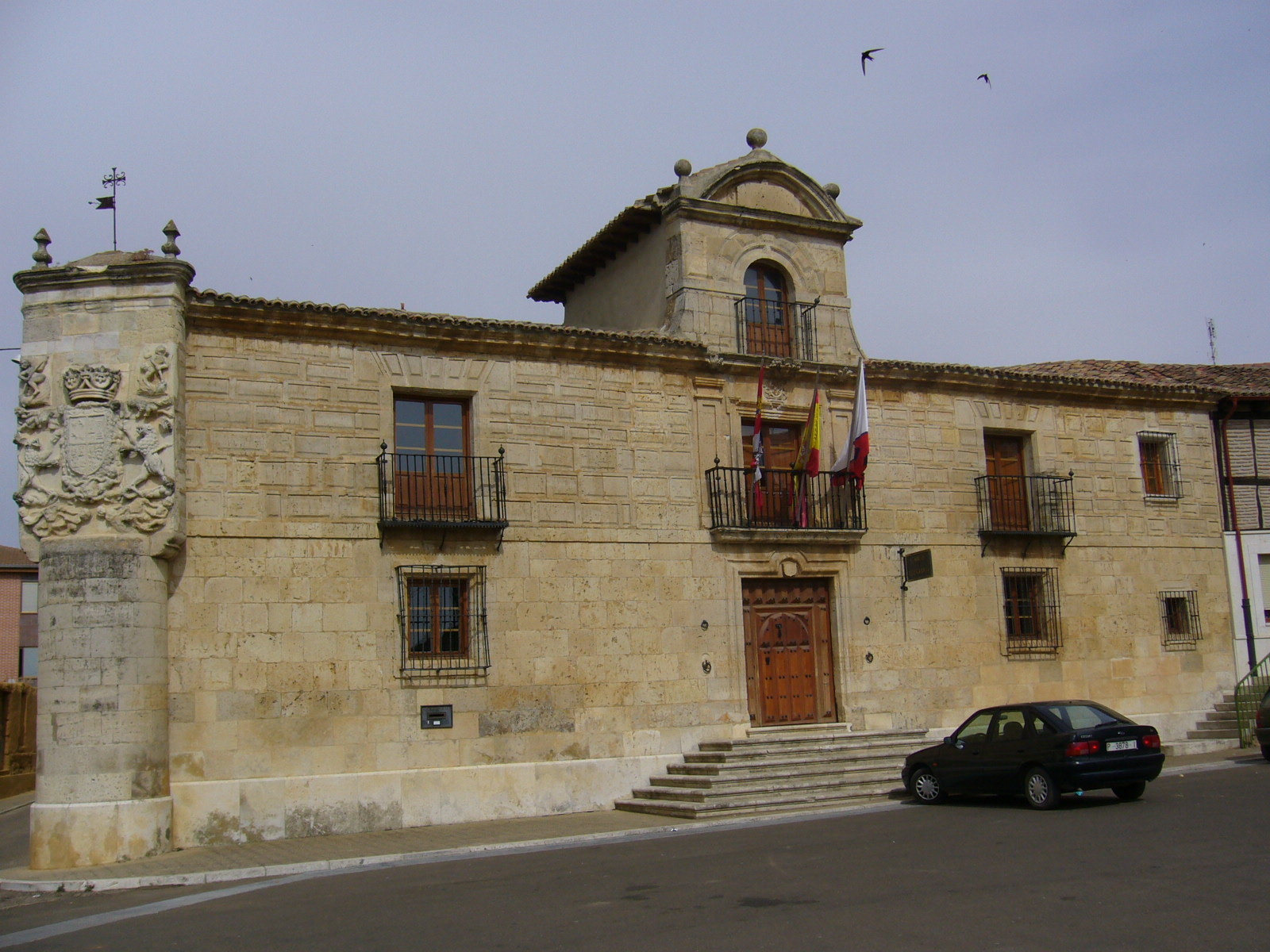
Casa consistorial de Osorno la Mayor, sede del Ayuntamiento del municipio.

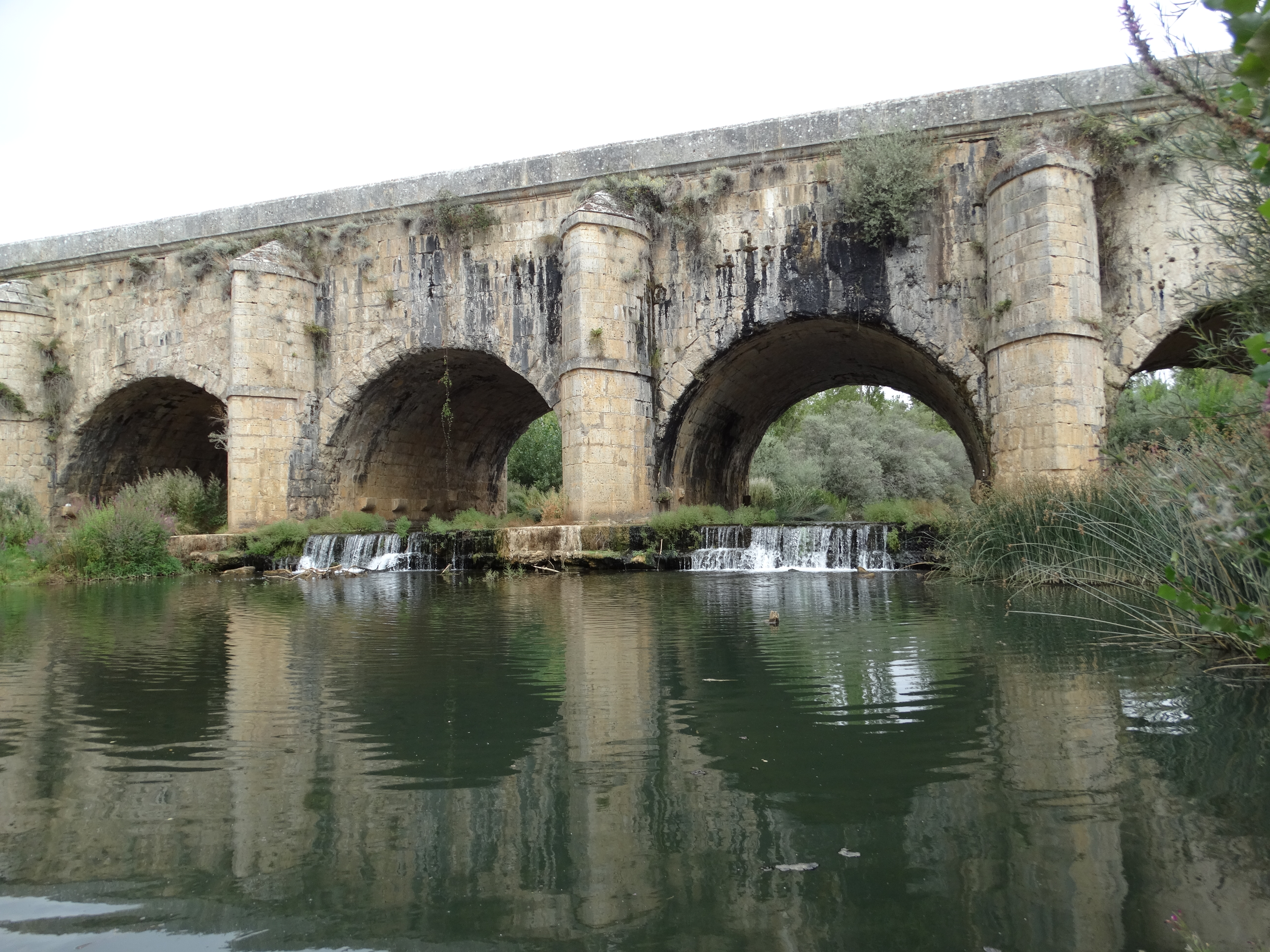
Acueducto de Abánades. Canal de Castill.a

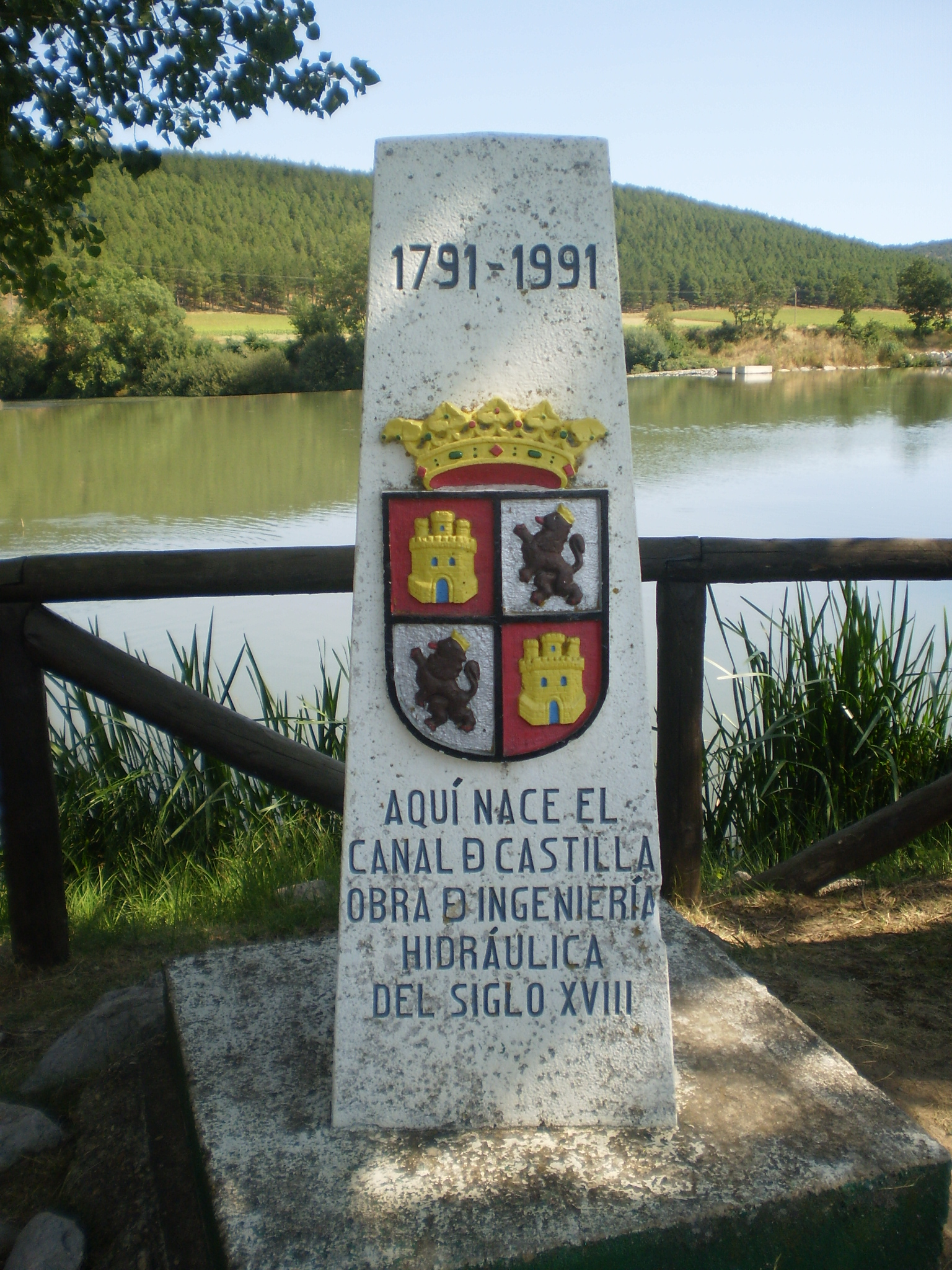
Ramal Norte del Canal de Castilla

| Localidad o municipio    | Provincia  | A Santo Toribio de Liébana (km) |
| ------------------------ | ---------- | ------------------------------- |
| Medina de Rioseco        | Valladolid | 244,38                          |
| Villanueva de San Mancio | Palencia   | 238,26                          |
| Belmonte de Campos       | Palencia   | 234,21                          |
| Castil de Vela           | Palencia   | 228,54                          |
| Capillas                 | Palencia   | 222,43                          |
| Abarca de Campos         | Palencia   | 215,47                          |
| Fuentes de Nava          | Palencia   | 210,30                          |
| Paredes de Nava          | Palencia   | 196,90                          |
| Becerril de Campos       | Palencia   | 186,35                          |
| Villaumbrales            | Palencia   | 182,51                          |
| Grijota                  | Palencia   | 180,57                          |

#### Conexión con el Camino Lebaniego Castellano

##### Tramo Canal de Castilla, Ramal Norte
| Localidad o municipio   | Provincia | A Santo Toribio de Liébana (km) |
| ----------------------- | --------- | ------------------------------- |
| Grijota                 | Palencia  | 180,57                          |
| Ribas de Campos         | Palencia  | 167,22                          |
| Amayuelas de Abajo      | Palencia  | 161,12                          |
| Piña de Campos          | Palencia  | 156,79                          |
| Frómista                | Palencia  | 150,27                          |
| Boadilla del Camino     | Palencia  | 146,29                          |
| Requena de Campos       | Palencia  | 141,47                          |
| Las Cabañas de Castilla | Palencia  | 134,99                          |
| Osorno                  | Palencia  | 129,46                          |
| Melgar de Fernamental   | Burgos    | 123,34                          |
| San Llorente de la Vega | Burgos    | 120,10                          |
| Naveros de Pisuerga     | Palencia  | 116,38                          |
| Olmos de Pisuerga       | Palencia  | 115,15                          |
| Ventosa de Pisuerga     | Palencia  | 107,81                          |
| Herrera de Pisuerga     | Palencia  | 102,40                          |
| Alar del Rey            | Palencia  | 93,90                           |

##### Tramo por La Ojera – La Perrnía. Ruta del Románico

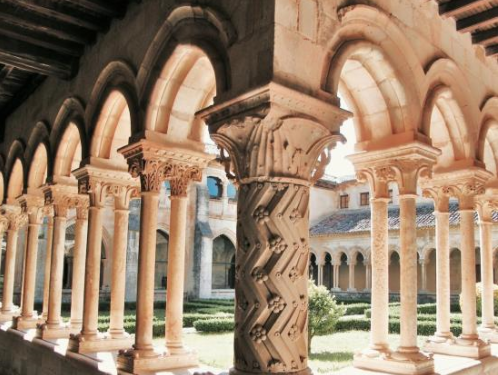
San Andrés de Arroyo, claustro

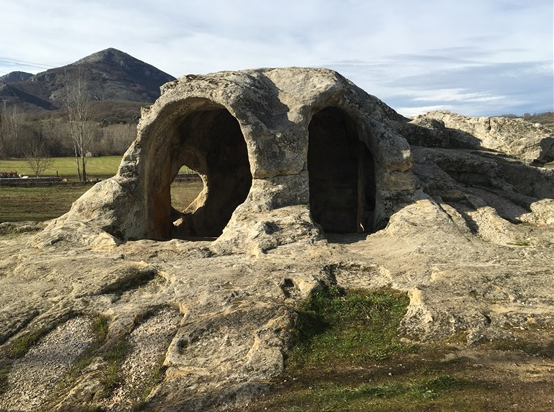
Eremitorio de San Vicente, Vado

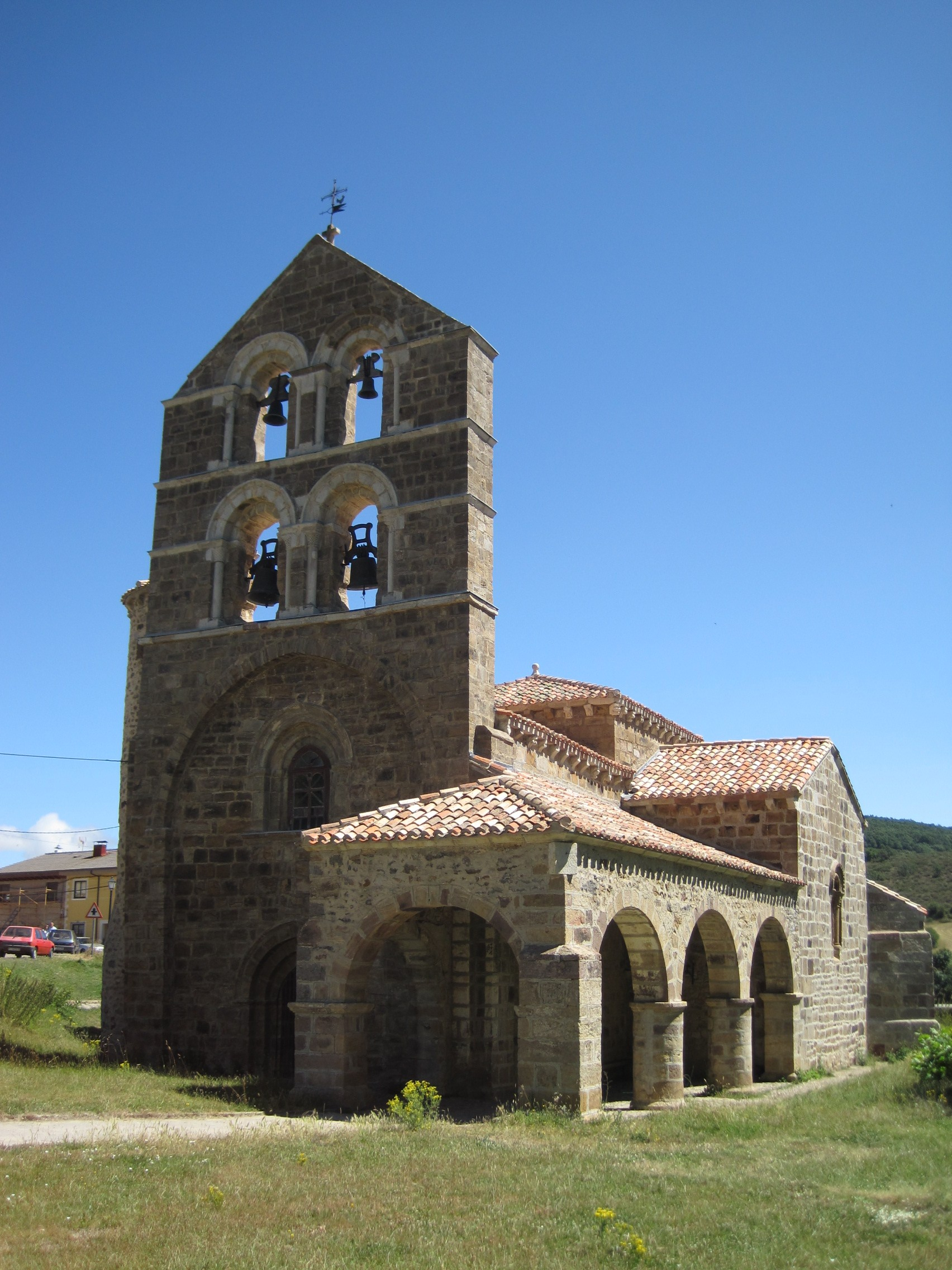
San Salvador de Cantamuda

| Localidad o municipio | Provincia | A Santo Toribio de Liébana (km) |
| --------------------- | --------- | ------------------------------- |
| Prádanos de Ojeda     | Palencia  | 89,80                           |
| San Andres de Arroyo  | Palencia  | 85,11                           |
| Santibáñez de Ecla    | Palencia  | 84,29                           |
| Cozuelos de Ojeda     | Palencia  | 77,54                           |
| Perazancas de Ojeda   | Palencia  | 73,41                           |
| Dehesa de Montejo     | Palencia  | 64,90                           |
| Vado                  | Palencia  | 60,59                           |
| Cervera de Pisuerga   | Palencia  | 65,47                           |

##### Tramo Montaña Palentina
| Localidad o municipio     | Provincia | A Santo Toribio de Liébana (km) |
| ------------------------- | --------- | ------------------------------- |
| Cervera de Pisuerga       | Palencia  | 65,47                           |
| Arberjal                  | Palencia  | 56,37                           |
| Vañes                     | Palencia  | 51,44                           |
| Estalaya                  | Palencia  | 49,77                           |
| Verdeña                   | Palencia  | 47,77                           |
| San Salvador de Cantamuda | Palencia  | 43,46                           |
| Camasobres                | Palencia  | 37,06                           |
| Piedrasluengas            | Palencia  | 32,96                           |

##### Tramo Valle de  Liébana
| Localidad o municipio                  | Provincia | A Santo Toribio de Liébana (km) |
| -------------------------------------- | --------- | ------------------------------- |
| Cueva                                  | Cantabria | 27,10                           |
| Avellanedo                             | Cantabria | 24,77                           |
| Pesaguero                              | Cantabria | 22,88                           |
| Lomeña                                 | Cantabria | 19,54                           |
| Yebas                                  | Cantabria | 17,43                           |
| Los Cos                                | Cantabria | 14,61                           |
| Piasca                                 | Cantabria | 12,22                           |
| Cabezón de Liébana                     | Cantabria | 8,32                            |
| Frama                                  | Cantabria | 6,12                            |
| Potes                                  | Cantabria | 3,60                            |
| Monasterio de Santo Toribio de Liébana | Cantabria | 0                               |

### Alternativa Camino Lebaniego Leonés por Sahagún
| Localidad o municipio                  | Provincia  | A Santo Toribio de Liébana (km) |
| -------------------------------------- | ---------- | ------------------------------- |
| Villalón de Campos                     | Valladolid | 165,30                          |
| Fontihoyuelo                           | Valladolid | 158,53                          |
| Santervas de Campos                    | Valladolid | 150,11                          |
| Grajal de Campos                       | Valladolid | 137,51                          |
| Sahagún                                | León       | 131,84                          |
| Villapeceñil                           | León       | 127,48                          |
| Cea                                    | León       | 120,37                          |
| Sahelices del Río                      | León       | 116,03                          |
| Villacerán                             | León       | 111,90                          |
| Santa María del Río                    | León       | 110,84                          |
| Castroañe                              | León       | 109,71                          |
| Villaselán                             | León       | 107,78                          |
| Arcayos                                | León       | 103,18                          |
| Villaverde de Arcayos                  | León       | 102,18                          |
| Almanza                                | León       | 96,19                           |
| Espinosa de Almanza                    | León       | 91,60                           |
| Cabrera de Almanza                     | León       | 86,95                           |
| La Vega de Almanza                     | León       | 85,84                           |
| Villamorisca                           | León       | 83,13                           |
| Carrizal                               | León       | 81,55                           |
| Puente Almuhey                         | León       | 78,77                           |
| Soto de Valderrueda                    | León       | 76,50                           |
| Valderrueda                            | León       | 74,72                           |
| La Sota de Valderrueda                 | León       | 73,62                           |
| Morgovejo                              | León       | 71,22                           |
| Prioro                                 | León       | 64,92                           |
| Boca de Huérgano                       | León       | 49,26                           |
| Villafrea de la Reina                  | León       | 48,09                           |
| Los Espejos de la Reina                | León       | 46,26                           |
| Barniedo de la Reina                   | León       | 45,40                           |
| Portilla de la Reina                   | León       | 37,80                           |
| Llánaves de la Reina                   | León       | 32,71                           |
| Ledantes                               | Cantabria  | 21,64                           |
| Villaverde                             | Cantabria  | 19,16                           |
| Vada                                   | Cantabria  | 16,52                           |
| La Vega                                | Cantabria  | 14,10                           |
| Turdes                                 | Cantabria  | 10,69                           |
| Potes                                  | Cantabria  | 3,60                            |
| Monasterio de Santo Toribio de Liébana | Cantabria  | 0                               |

## Documentación y bibliografía
- Solana Sáinz, José María (1981). Los Cántabros y la ciudad de Iulóbriga. Ediciones de librería studio. ISBN 8485429206.
- Solana Sáinz, L.Suárez, J.J.Martín González, M.A.García Guinea, J.González Echegaray, ETC. 1973. La Edad Media en Cantabria. Santander. Institución cultural de Cantabria. ISBN 84-600-5633-3.
- L. Sagredo San Eustaquio, Solana Sáinz, José María Valladolid. 1997. La política viaria en Hispania. siglo IV d. c. Secretariado de publicaciones. Universidad de Valladolid. ISBN 84-7762-795-9.
- Enrique Campuzano|CAMPUZANO, Enrique. Santo Toribio de Liébana. Consejería de Cultura, Turismo y Deporte del Gobierno de Cantabria. Santander, 2006. ISBN 84-934926-3-9.
- [Miguel Ángel García Guinea|GARCÍA GUINEA, Miguel Ángel. El monasterio de Santo Toribio de Liébana. Editorial Everest. León, 1999. ISBN 978-84-241-4855-3.
- José Ramón Gutiérrez Aja|GUTIÉRREZ AJA, José Ramón. La Liébana. Picos de Europa. Santander, 1996.
- Santo Toribio, Obispo. José M.ª Alonso del Val O.F.M. 2000.
- La correspondencia entre los obispos hispanos y el papado durante el siglo V. Josep Vilella Masana. 1994.
- Camino Lebaniego Castellano. Palencia: Diputación Provincial, 2017. 30 p.
- Francia Lorenzo, Santiago;Territorio Perniano (de Matías Barrio y Mier)
- Martínez Díaz, Gonzalo: Restauración y límites de la diócesis palentina
- Montenegro, Julia: Colección diplomática de Santa María de Piasca: (875-1252)
- Pérez Mier, Laureano: El Condado de Pernía
- García Guinea, Miguel Ángel: Románico en Palencia. Diputación de Palencia, 2002 (2.ª edición, revisada). ISBN 84-8173-091-2.
- Gonzalo Alcalde Crespo: Boedo-Ojeda, Aguilar y Barruelo. Palencia, Cálamo, 2000.
- Varios autores (1986). El Canal de Castilla. GREFOL SA. (Móstoles, Madrid) para la Junta de Castilla y León. Depósito Legal M-8.751-1986.
- Pradales Ciprés, David. La romanización de la meseta norte . 2005 Burgos. Clunia: Colección: Temas y figuras de nuestra historia. Ed.: Cajacírculo. ISBN 84-89805-17-2.
- Roldán Hervás José Manuel y Caballero Casado Carlos: Itinera Hispania. Estudio de la Vías romanas en Hispania a partir del Itinerario de Antonino, el Anónimo de Ravena y los Vasos de Vicarello, 2005. ISSN 1885-9534